# Rue de l'Abbaye (Antony)
Pour les articles homonymes, voir Rue de l'Abbaye.
La rue de l'Abbaye est une voie située au centre-ville d'Antony, commune du département des Hauts-de-Seine et de la région Île-de-France.

## Situation et accès
C'est une voie très ancienne dont l'une des particularités est d'avoir été lotie en partie sur deux rangs après la construction en 1852 de la voie ferrée de la ligne de Sceaux, devenue ligne B du RER.

## Origine du nom

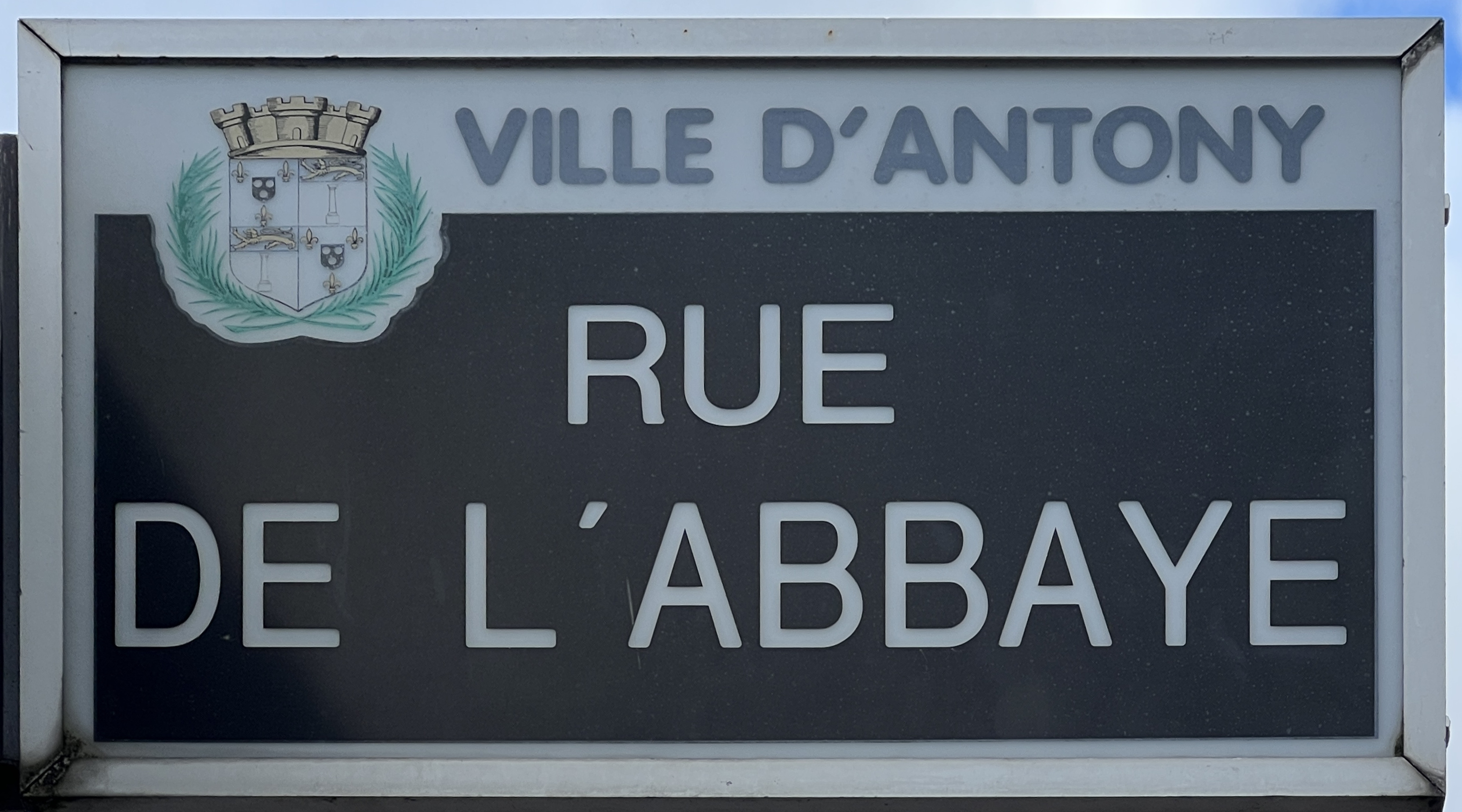
Plaque de la rue.

Elle porte le même nom que la rue de l'Abbaye à Paris, toutes les deux en mémoire de l'Abbaye de Saint-Germain-des-Prés fondée par Childebert en 543.

## Historique
Cette voie est très ancienne, de même que son lien avec l'abbaye de Saint-Germain-des-Prés.
« Sentier d'Orgeval » sur les plans de 1503, elle s'est ensuite appelée « sentier des Arpents ». Sur les plans de la fin du XVIIIe siècle, elle porte le nom de « chemin de l'Abreuvoir », car elle conduisait à l'abreuvoir qui était situé sur la Bièvre, dans la partie de cette voie qui porte aujourd'hui le nom de « rue des Sources ».
Le nom « Antony » est cité dans une confirmation du roi Louis Ier le Pieux, faite aux abbés de Saint-Germain-des-Prés en 829, de la possession d'Antony où il est écrit Antoniacum cum ipsa capella. L'abbaye de Saint-Germain-des-Prés, située à Paris, disposait d'une ferme-recette qui se composait de nombreux bâtiments construits à l'emplacement des terrains situés en contrebas de l'église le long de l'actuelle rue Jean-Charles-Persil, avec une ouverture rue de l'Abbaye. Cette rue aurait donc pu porter le nom de « rue de la Ferme-recette de l'abbaye ».

## Situation administrative et géographique

### Voirie urbaine
La rue de l'Abbaye est orientée nord-sud. D'une longueur de 469 mètres, elle a été classée dans la voirie urbaine le 15 octobre 1934. La numérotation de la voie suit la règle habituelle des communes de France : les numéros impairs sont à gauche et les numéros pairs à droite, dans le sens des numéros croissants.

### Voies rencontrées
La rue de l'Abbaye rencontre les voies suivantes, dans l'ordre des numéros croissants (« g » indique que la rue se situe à gauche, « d » à droite) :
- début: extrémité de la rue Maurice-Labrousse[a], à l'angle de la place Auguste-Mounié[b], dans l'axe du boulevard Pierre-Brossolette ;
- rue Jean-Charles-Persil[c] (d) ;
- rue Bourgneuf[d] (d)
- rue du Lavoir-de-la-Grande-Pierre[e] (g) ;
- rue de l’Église[f] (d) et en face rue du Clos-de-l'Abbaye[g] (g) ;
- fin : square de Collegno[h] et rue Fondouze[i](g).

## Voie de communication

### Piétons

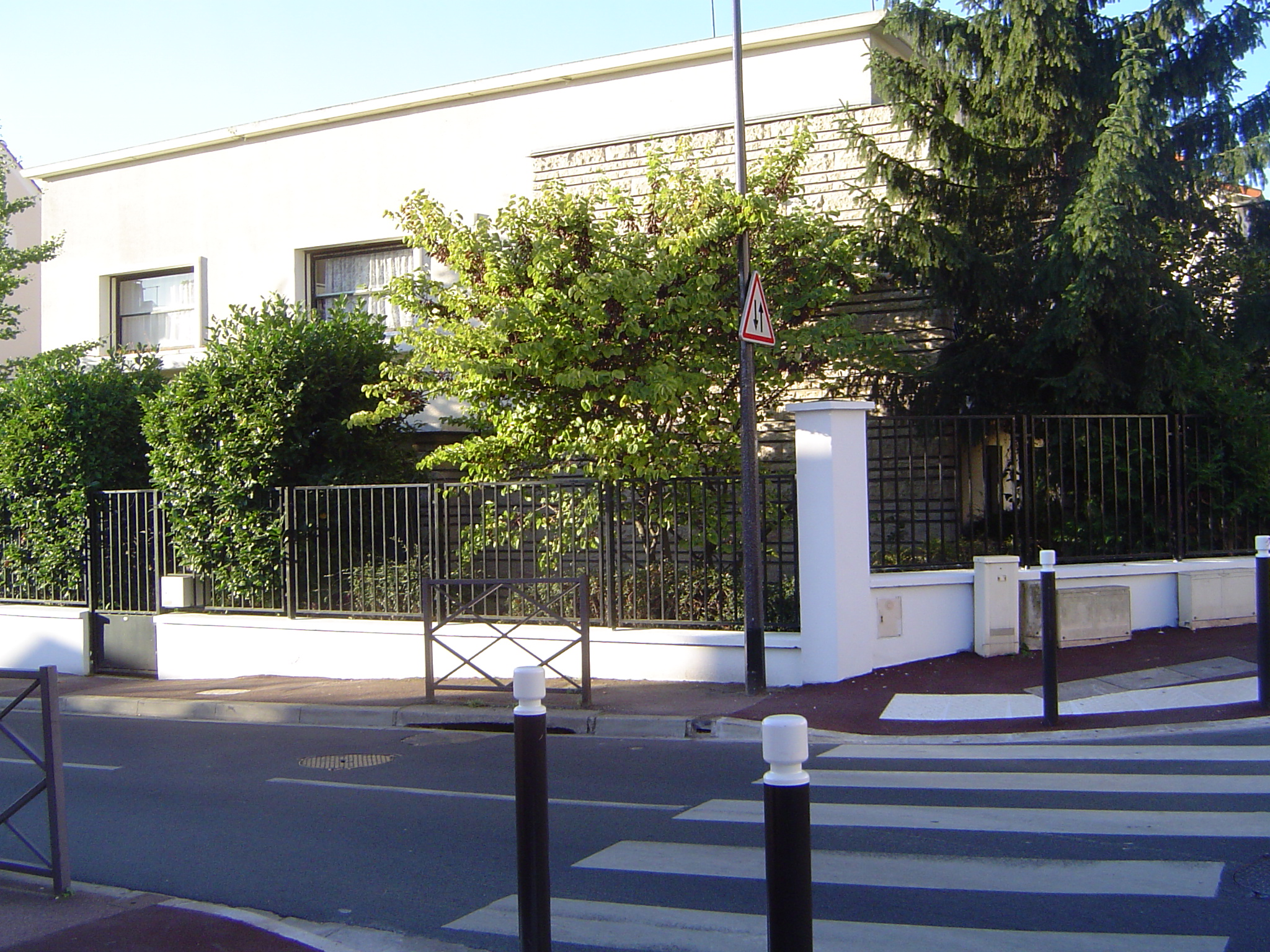
Angle avec la rue du Lavoir-de-la-Grande-Pierre, en octobre 2011.

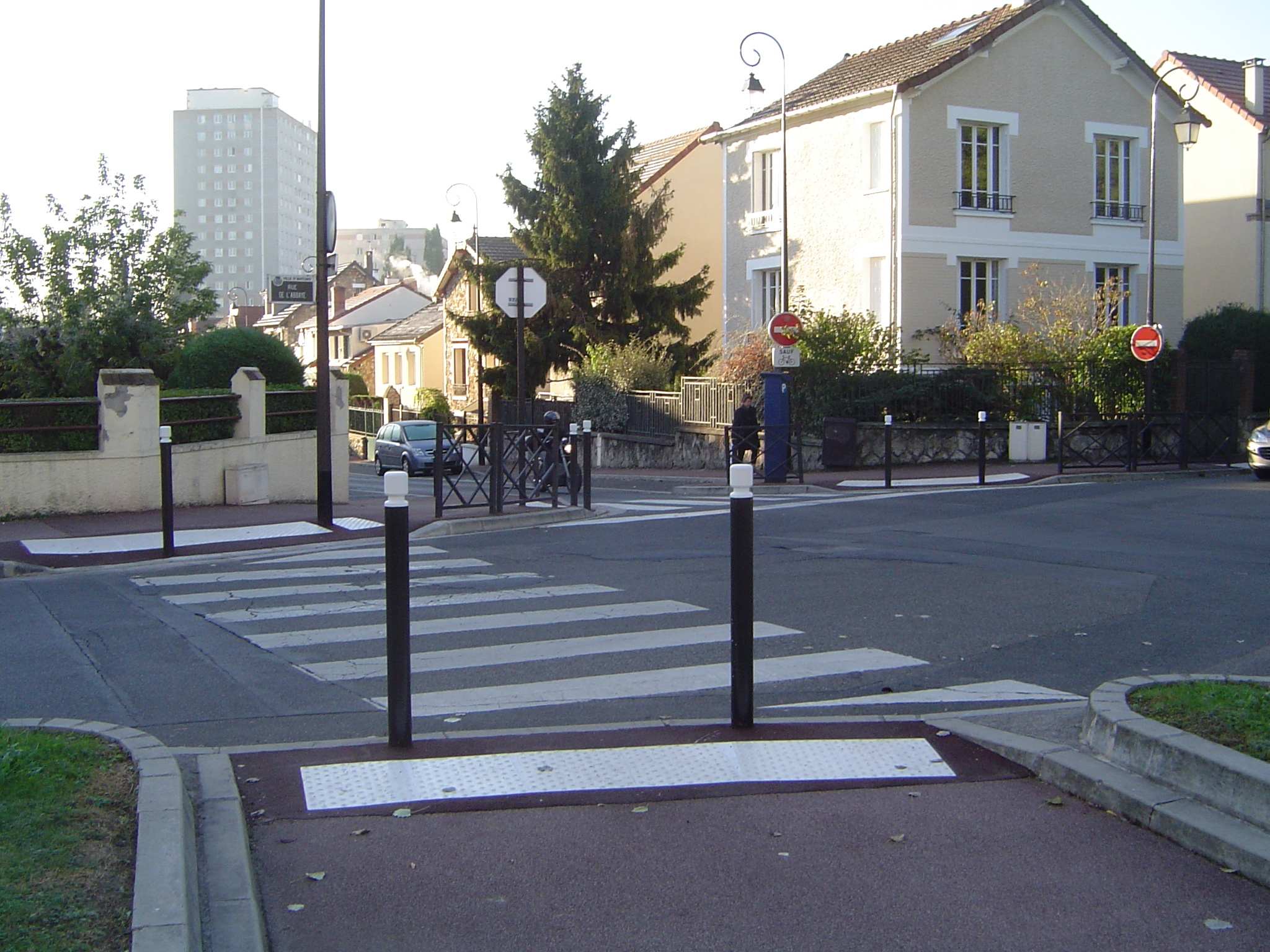
Angle avec la rue du Clos-de-l'Abbaye, octobre 2011.

La rue de l'Abbaye est équipée de nombreux passages pour piétons protégés et disposant de décaissement de trottoir et de plaques au sol pour en faciliter l'accessibilité.

### Automobiles
La circulation automobile est à sens unique sur toute la longueur de la voie, du square de Collegno vers le centre-ville. La voie est située en zone 30.

### Transports en commun
La rue de l'Abbaye est desservie par la ligne no 8 du Paladin, réseau de transports en commun administré par la communauté d'agglomération des Hauts-de-Bièvre.

### Deux-roues
Depuis le mois d'avril 2015, la voie est accessible aux deux-roues dans les deux sens de circulation. Pour remonter la rue depuis l'extrémité de la rue Maurice-Labrousse, une piste cyclable a été dessinée sur le trottoir en parallèle de la « voie pompiers », puis en site propre sur la chaussée jusqu'au square de Collegno.

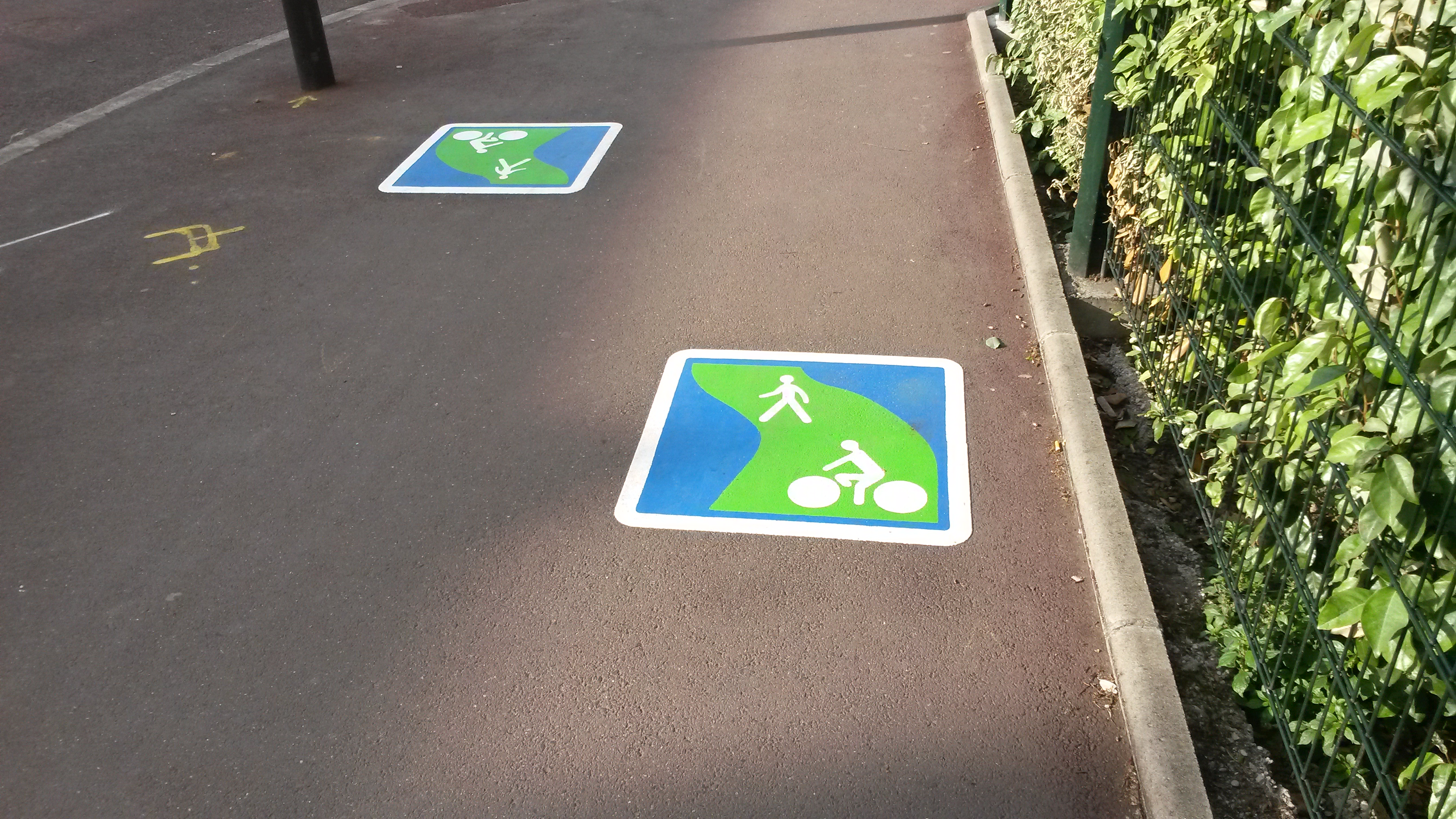
Marques sur le sol devant la « voie pompiers ».
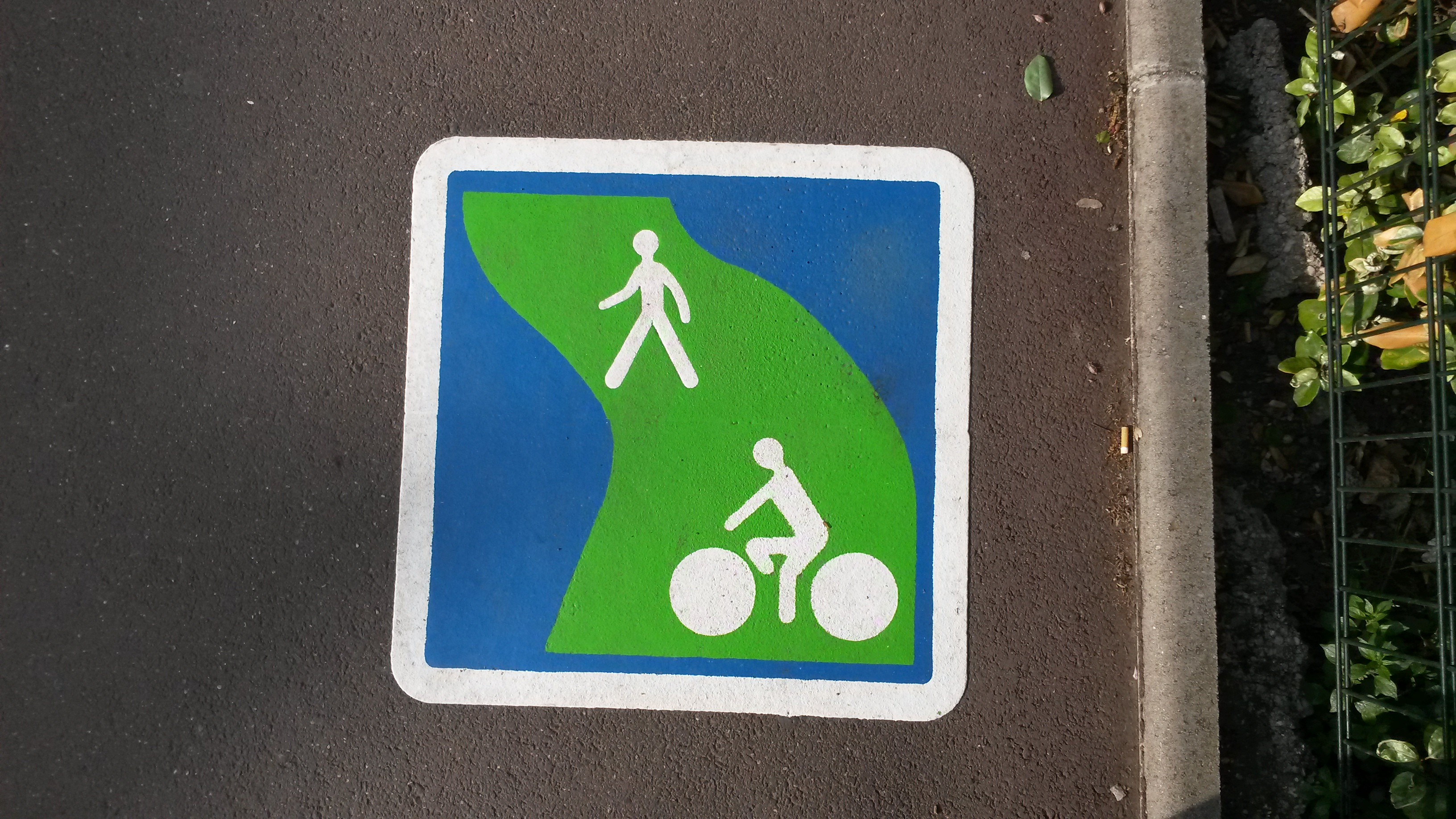
Marques sur le sol devant la « voie pompiers ».
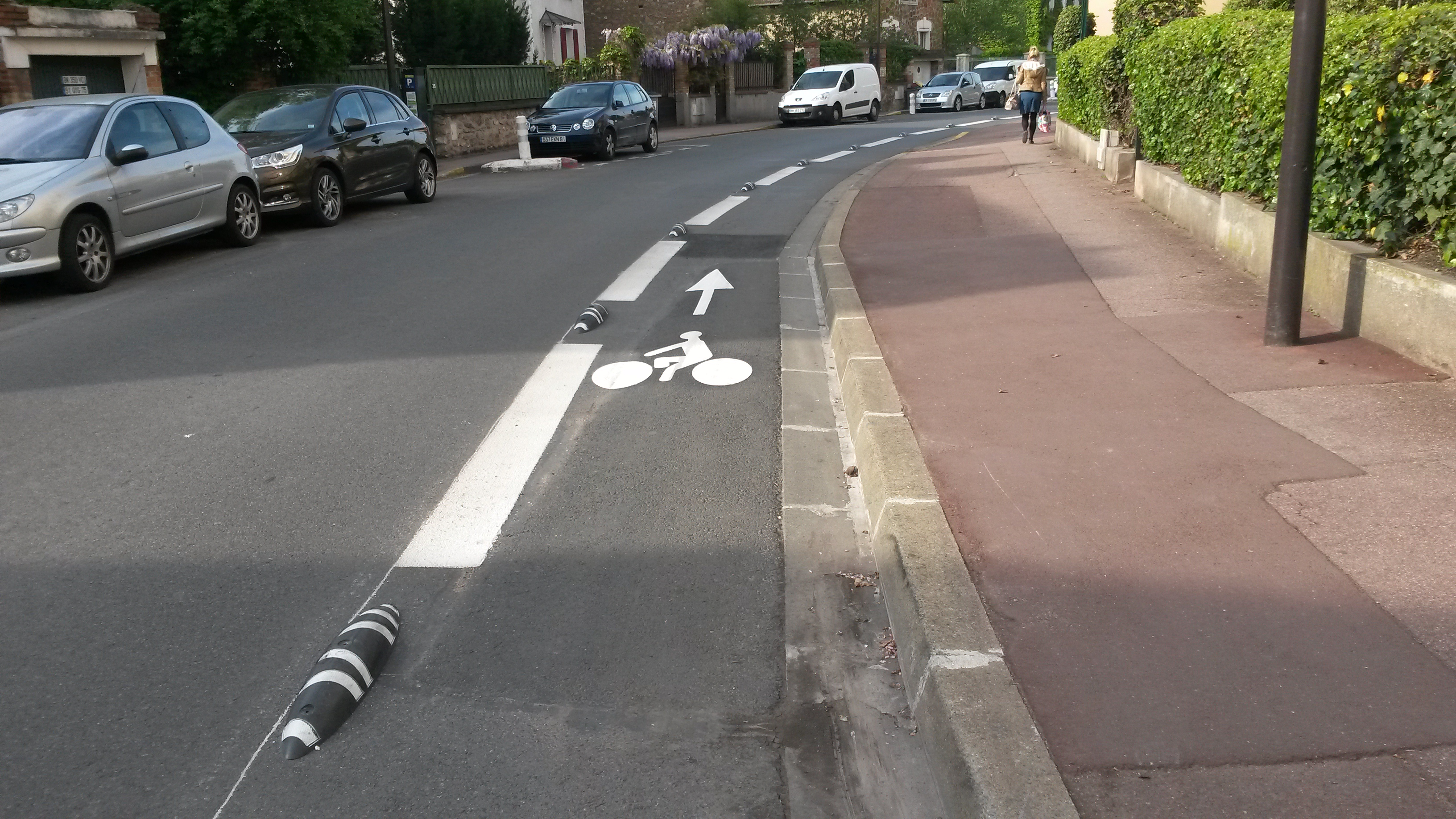
Début de la piste cyclable.
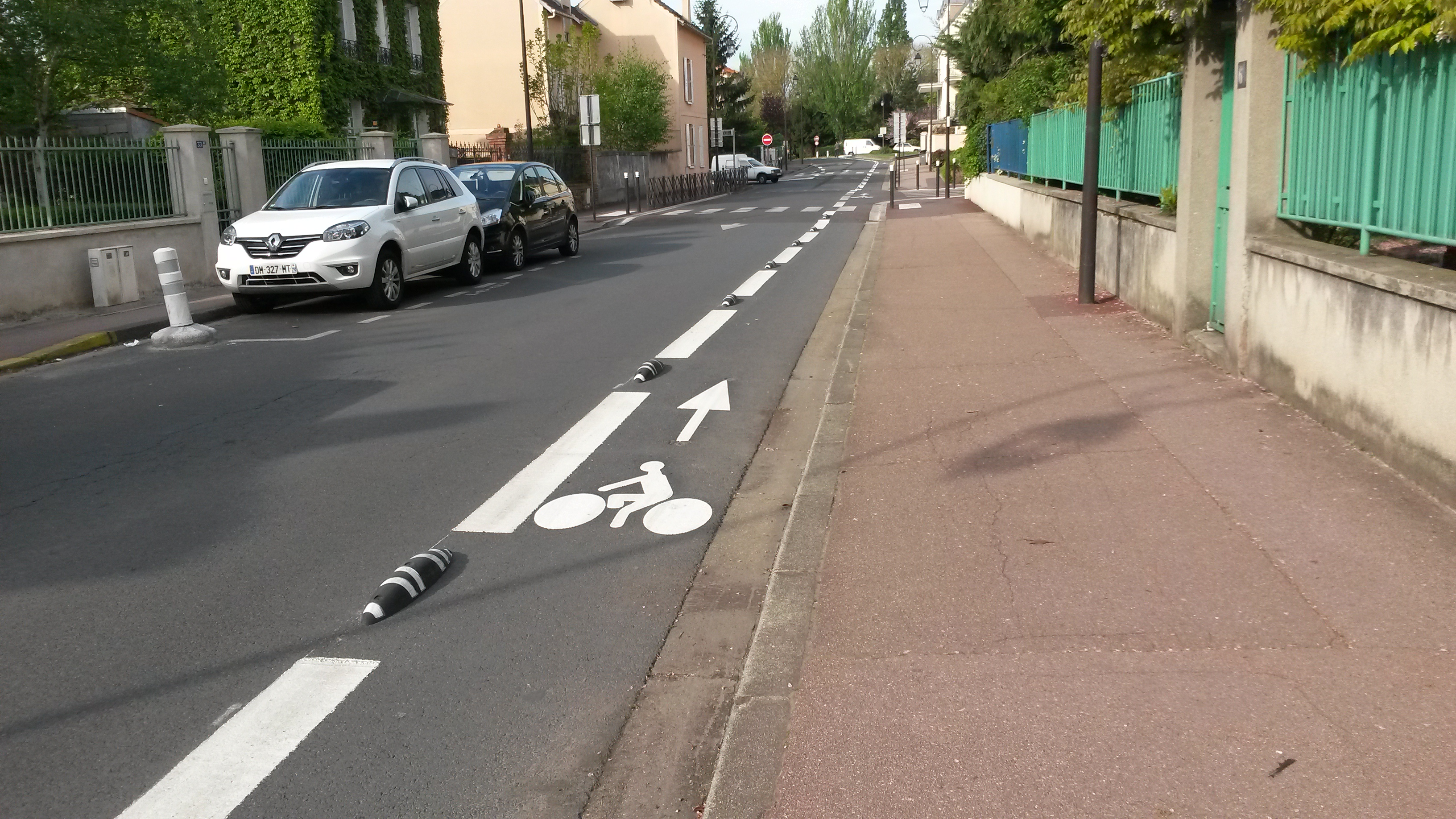
La piste cyclable à l'intersection à droite de la rue Bourgneuf.
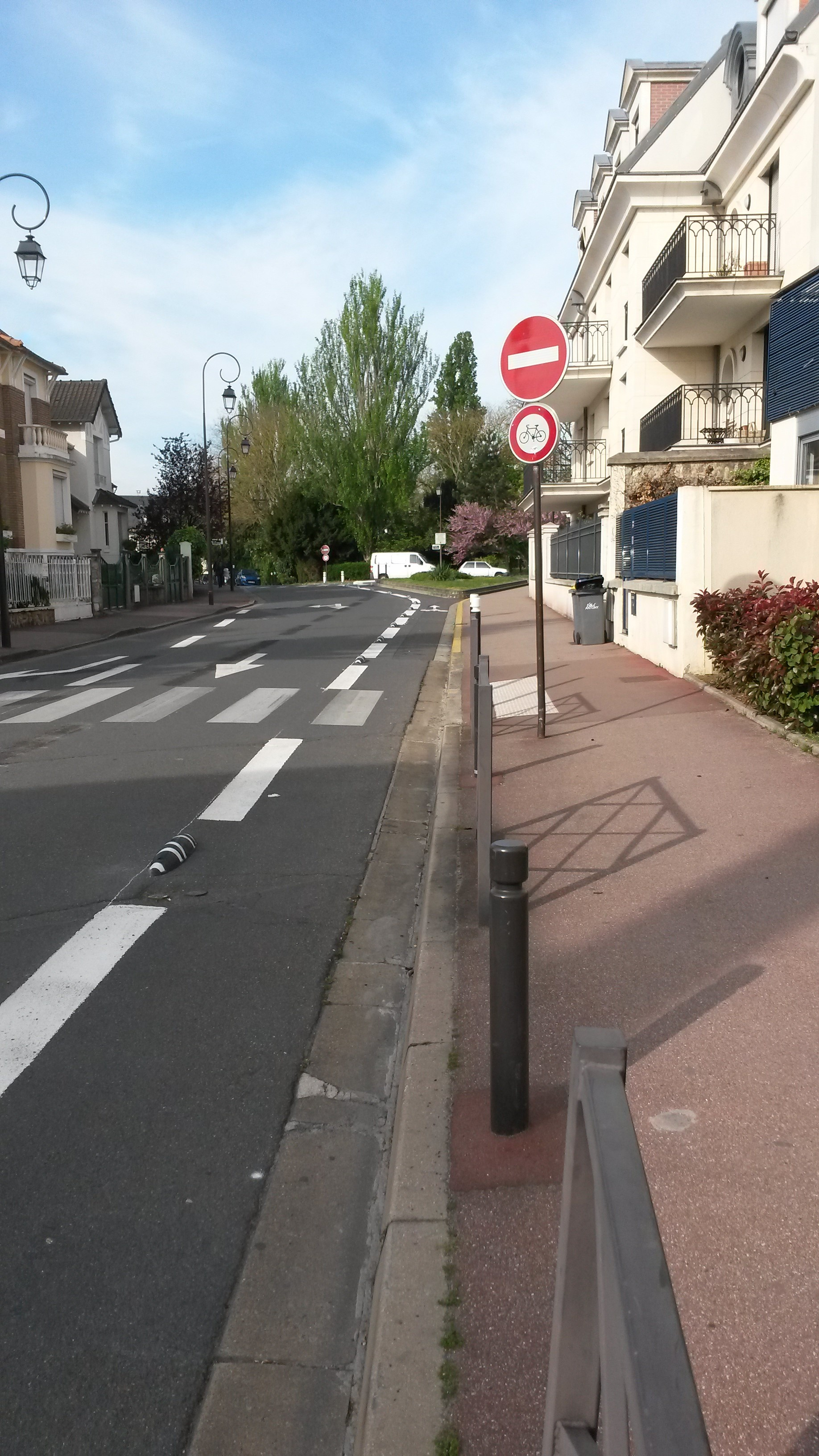
La piste cyclable près du square de Collegno, le panneau interdit aux cyclistes n'a pas encore été enlevé (photo du 29 avril 2015).

## Lieu d'habitation

### Côté impair

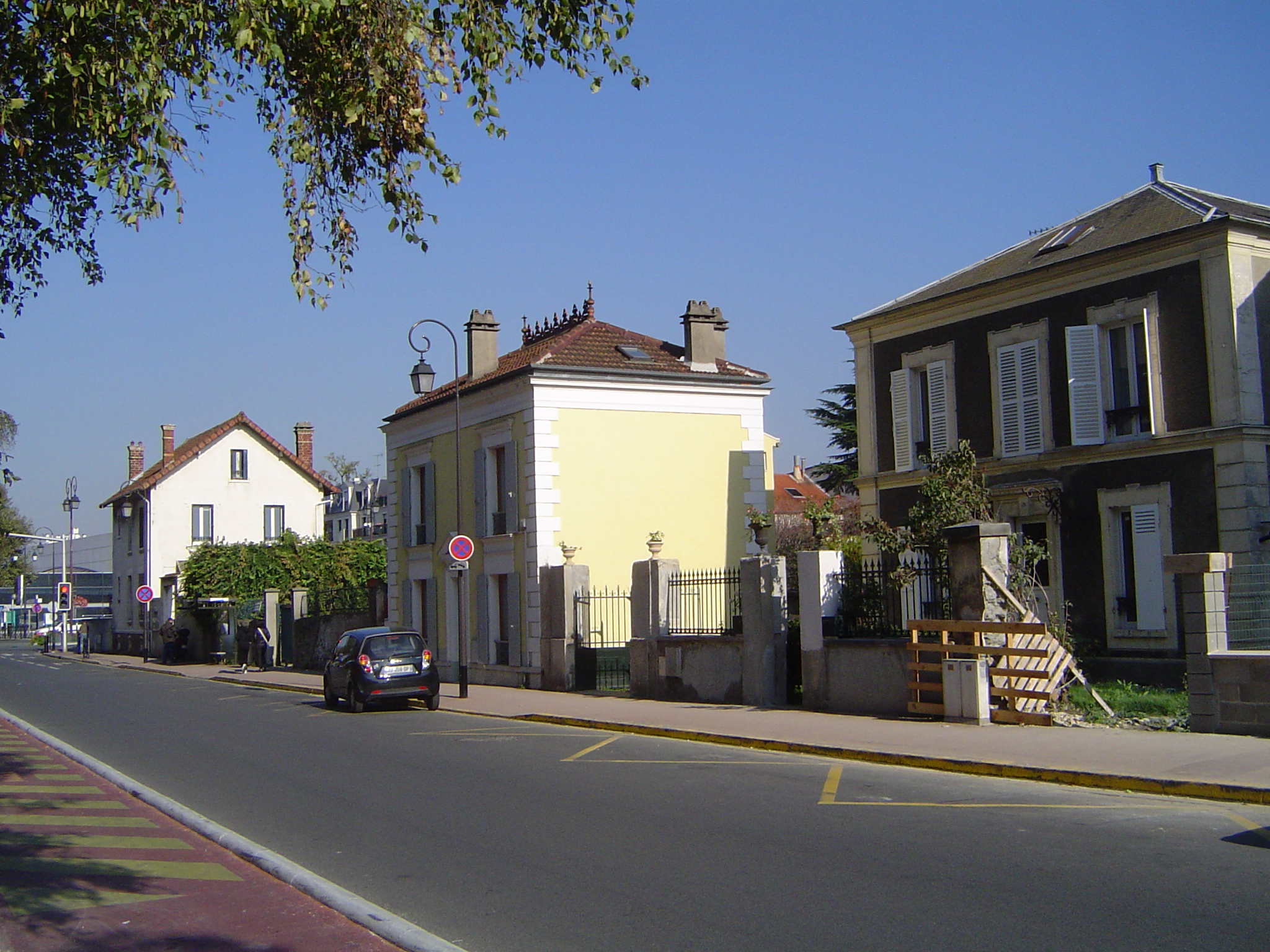
Maisons des nos 1, 3 et 5, en octobre 2011.

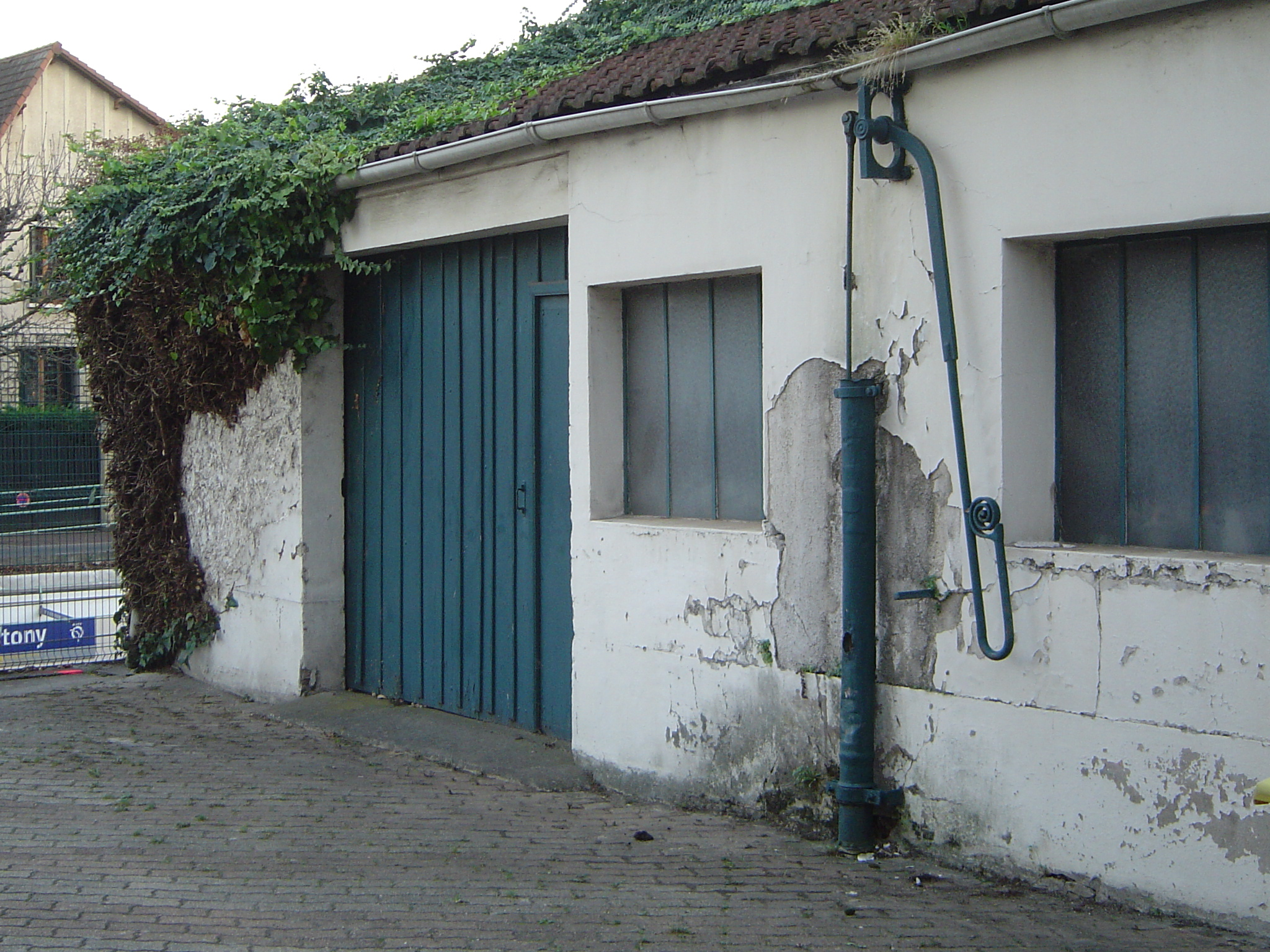
La pompe dans la cour du no 1, au fond en contrebas le quai de la station Antony du RER B, en octobre 2011.

Le côté impair (Est) est situé dans la zone UD (secteur pavillonnaire) du plan local d'urbanisme.
La première partie de la rue est très passante, en centre-ville et le long de la voie ferrée de la ligne B du RER, les nuisances sonores y sont importantes.
Au no 1, se situe une ancienne maison, utilisée aujourd'hui comme cabinet médical. Cette maison dispose d'une cour dans laquelle on pouvait encore voir en octobre 2011 la pompe qui permettait d'assurer l'alimentation en eau.
Les lots suivants n'étaient que peu lotis, mais compte tenu du besoin croissant de logements, deux nouvelles maisons y ont été construites en 2011 aux no 5 bis et 5 ter à droite d'une ancienne maison en pierre meulière qui a été conservée.
La plupart des toitures des maisons sont en tuiles, à l'exception de la maison du no 9 dont le toit est couvert d'ardoises.
Compte tenu du prix croissant du mètre carré, les maisons sont souvent agrandies en surface ou en hauteur, comme ce fut le cas de la maison du no 11 agrandie d'un étage en 2011.
Très peu de constructions ont gardé le souvenir du nom de l'architecte, on ne voit une plaque que sur la maison au no 15 bis : « Gravier, architecte, Antony ».
Peu de maisons ont reçu un nom, c'est le cas de la maison en meulière au no 17, baptisée « villa Salazie », en mémoire de la commune éponyme située dans le département et la région de La Réunion.

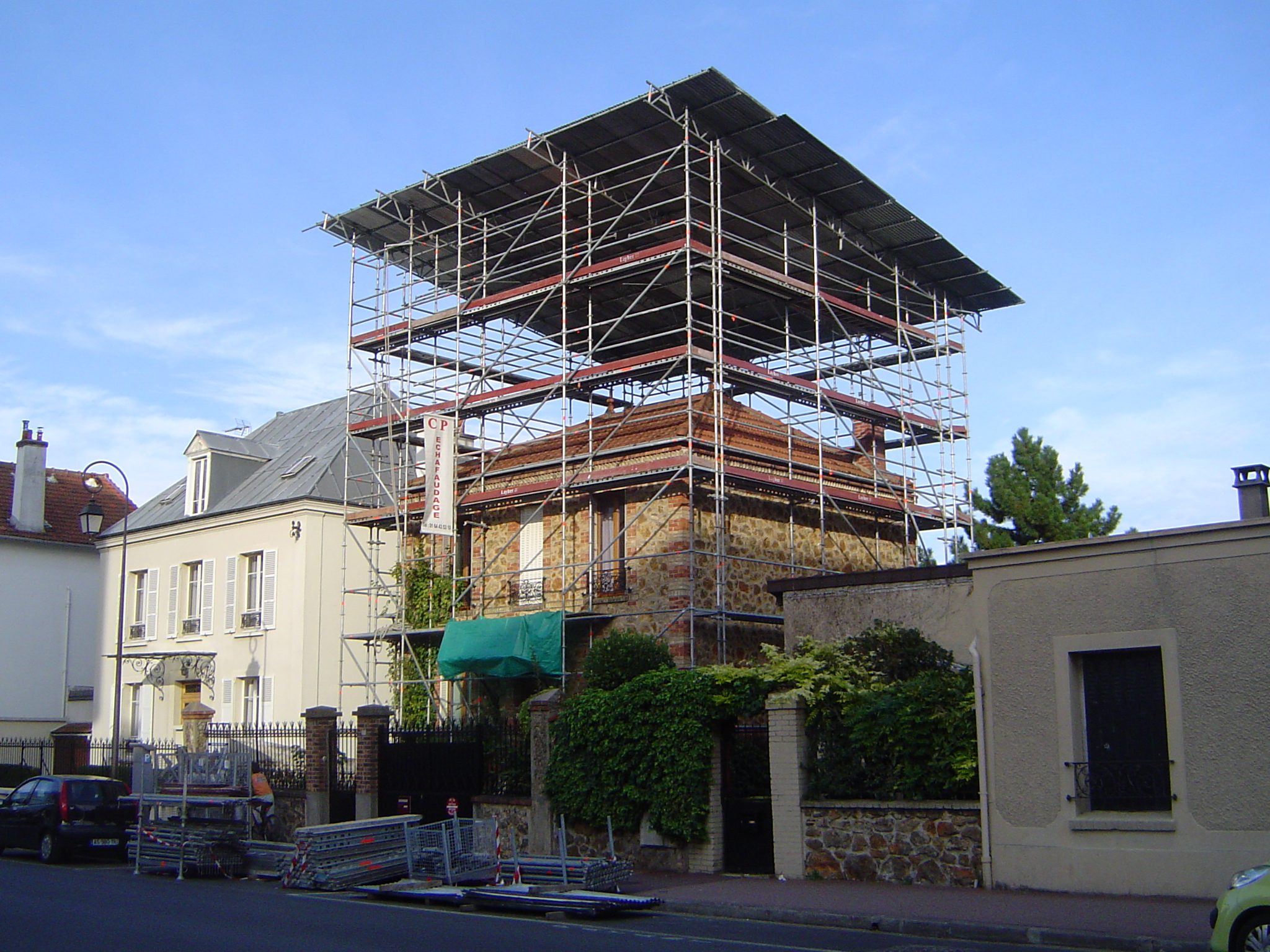
Maison située au no 11 avec son ancienne toiture.
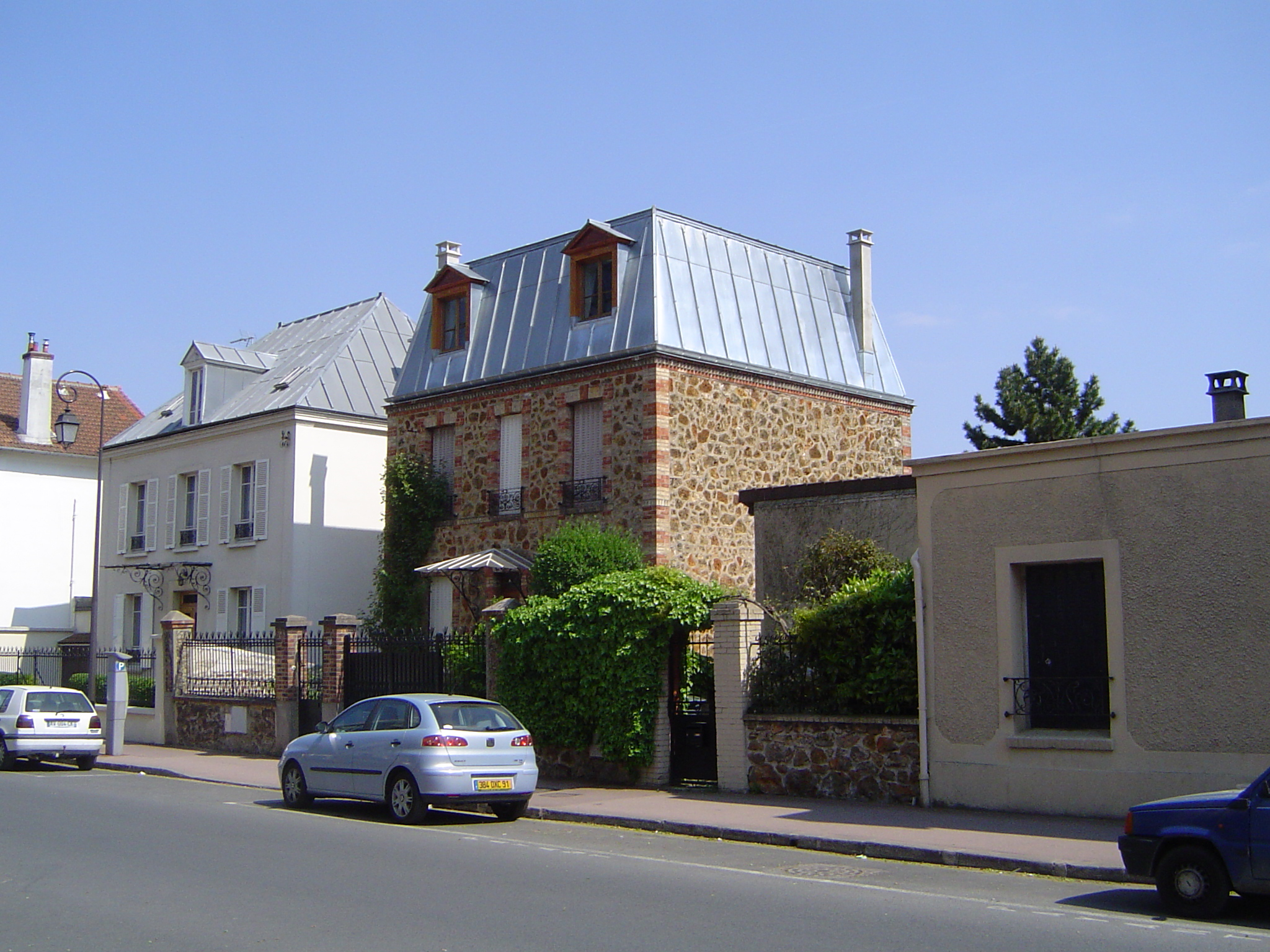
Maison située au no 11 après agrandissement.
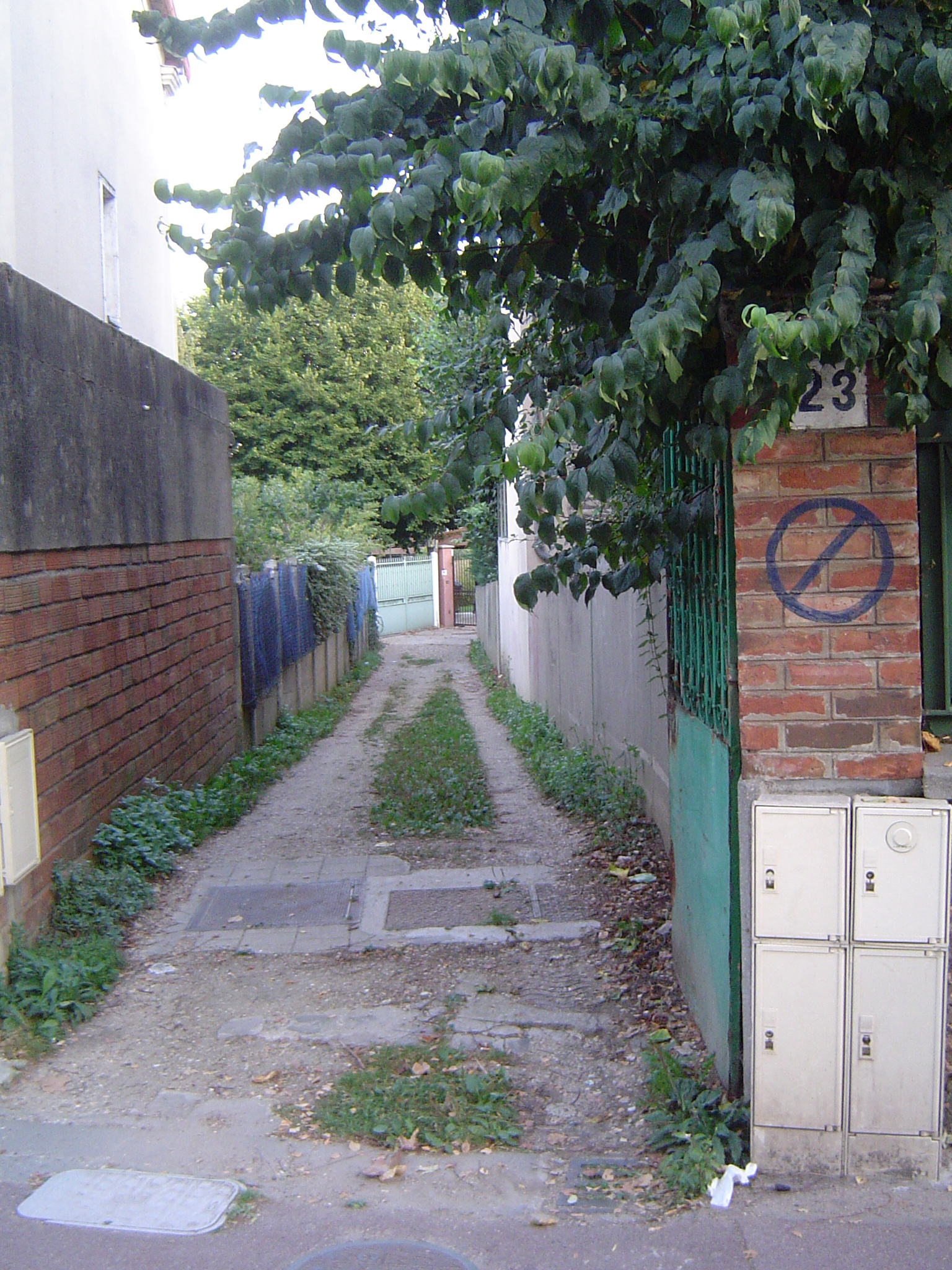
Passage au no 23.
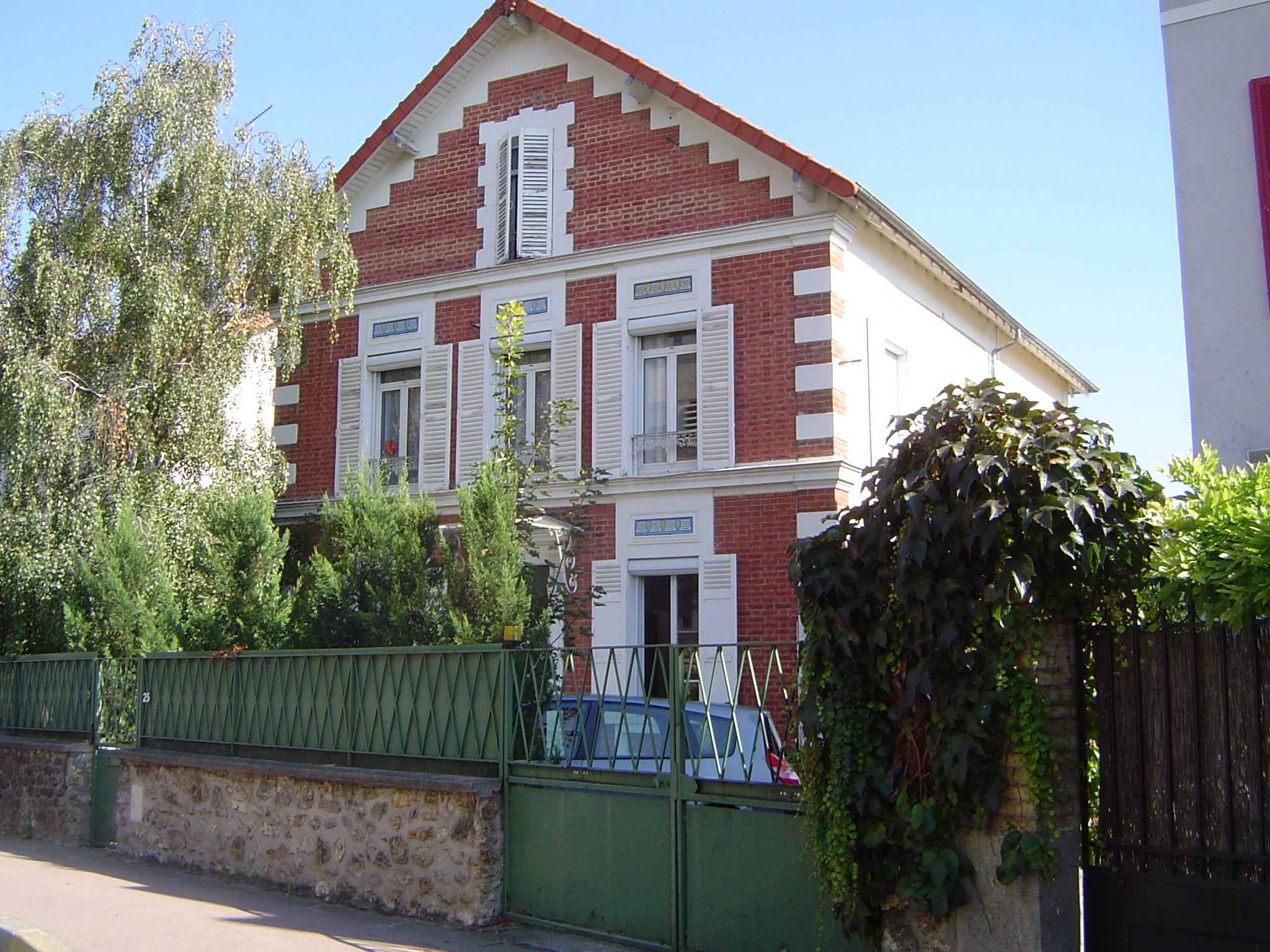
Maison située au no 25.

Les no 23, 29 et 33 correspondent aux allées qui permettent d’accéder aux habitations de second rang.
La maison du no 25 appartenait à l'ancien maire Raymond Sibille.
La maison du no 37 fait l'angle avec la rue du Lavoir-de-la-Grande-Pierre, elle est composée d'une partie ancienne agrandie d'une nouvelle construction dans les années 1990.
La maison située entre les no 37 et 41 a son entrée au no 21 de la rue du Lavoir-de-la-Grande-Pierre, et donc il n'existe pas de plaque no 39. de même, la maison située entre les no 45 et 49 a son entrée située rue du Clos-de-l'Abbaye, il n'y a donc pas de plaque no 47. C'est également le cas pour la dernière maison qui pourrait avoir le no 57 et qui a son entrée au no 3 de la rue Fondouze.

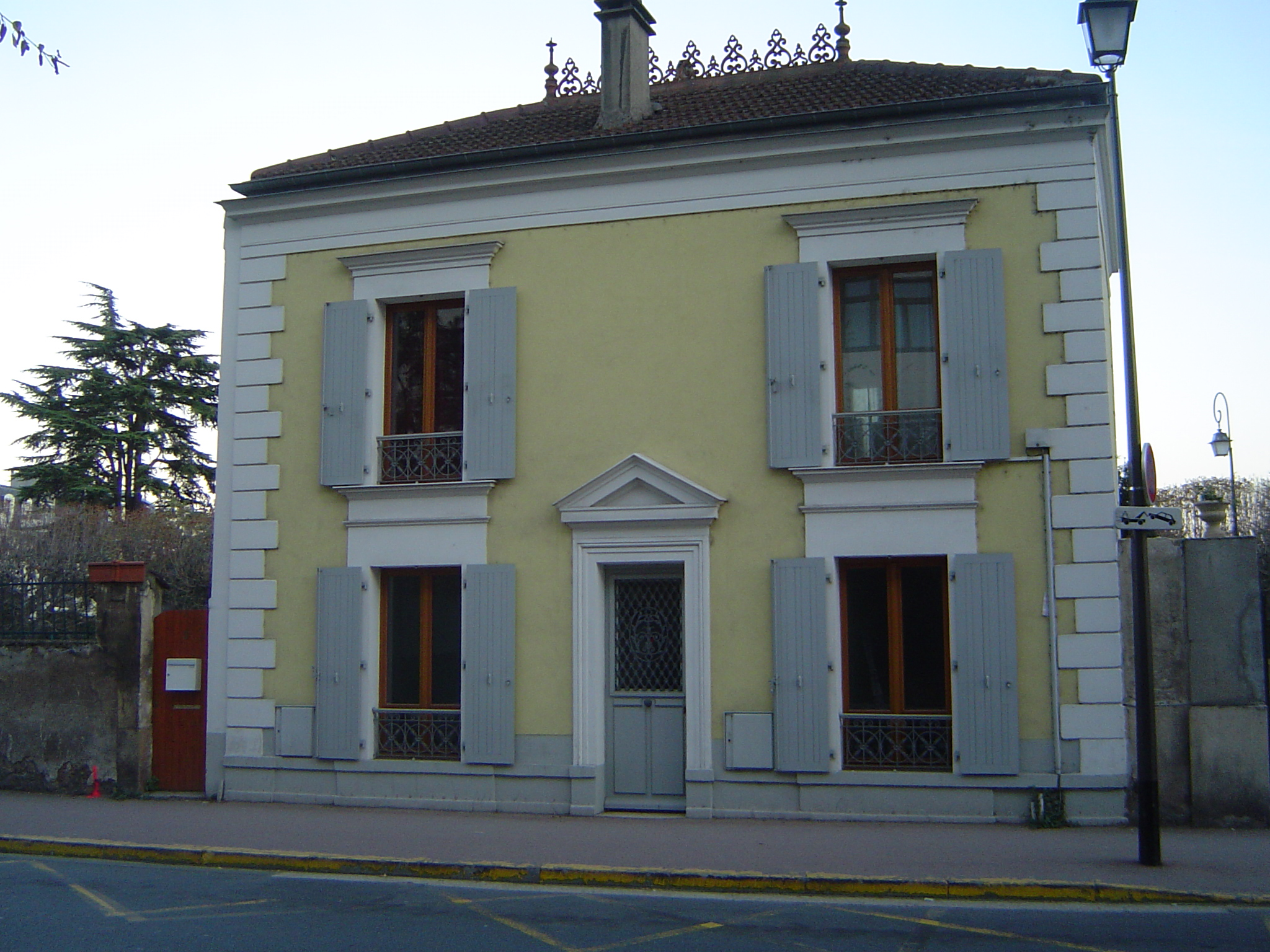
Maison située au no 3.
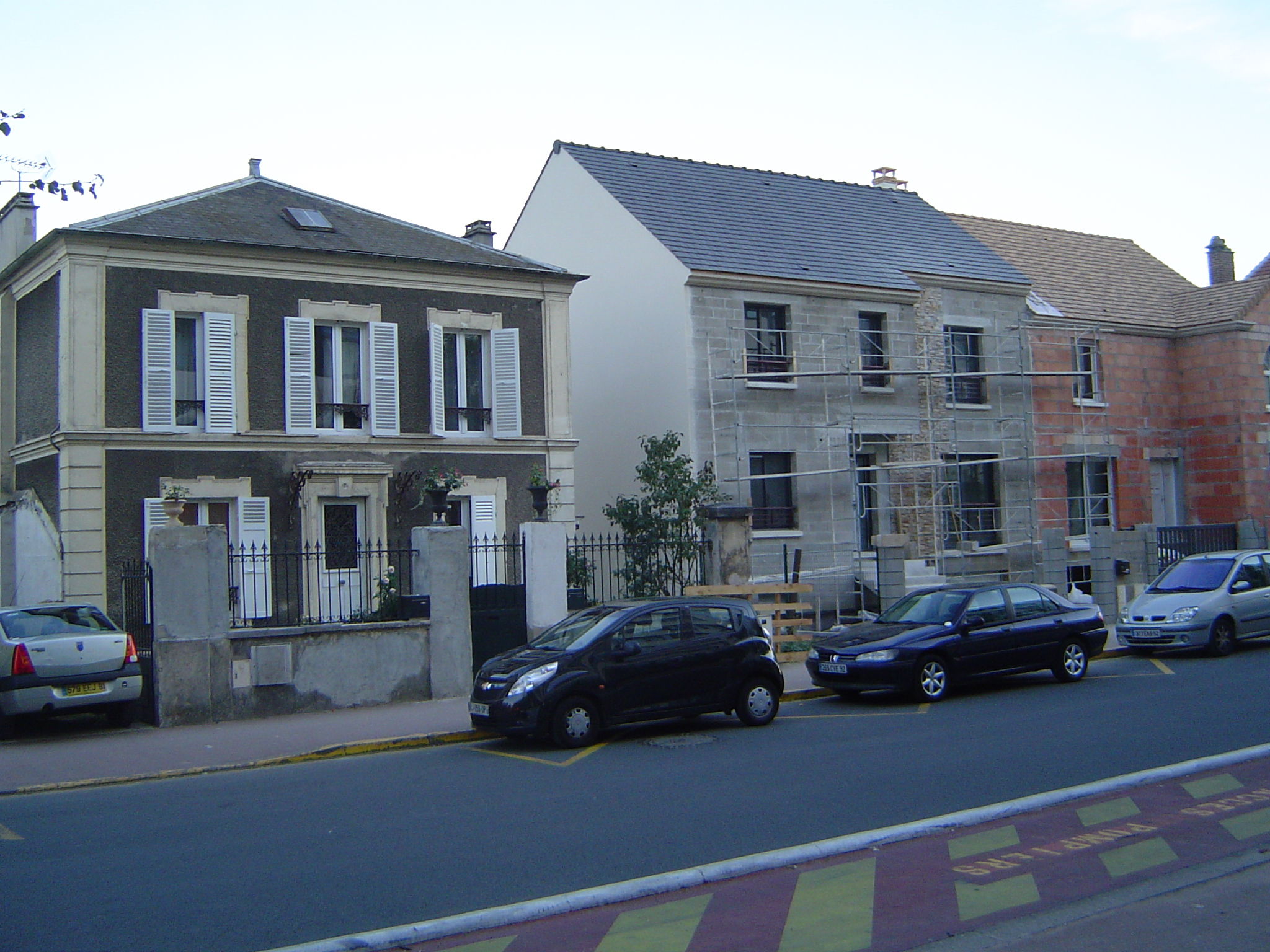
Maisons situées aux nos 5, 5 bis et 5 ter.
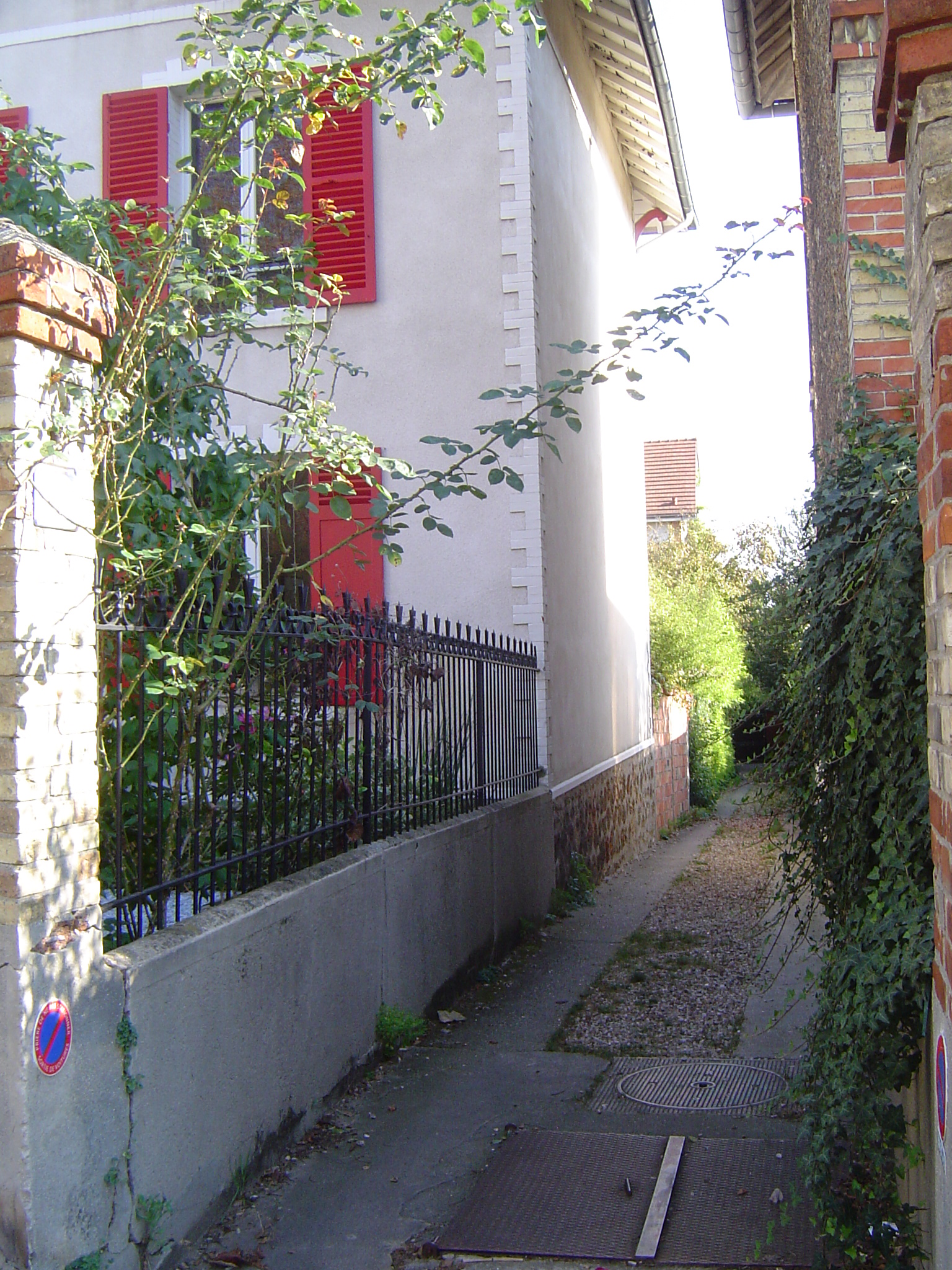
Passage du no 29.
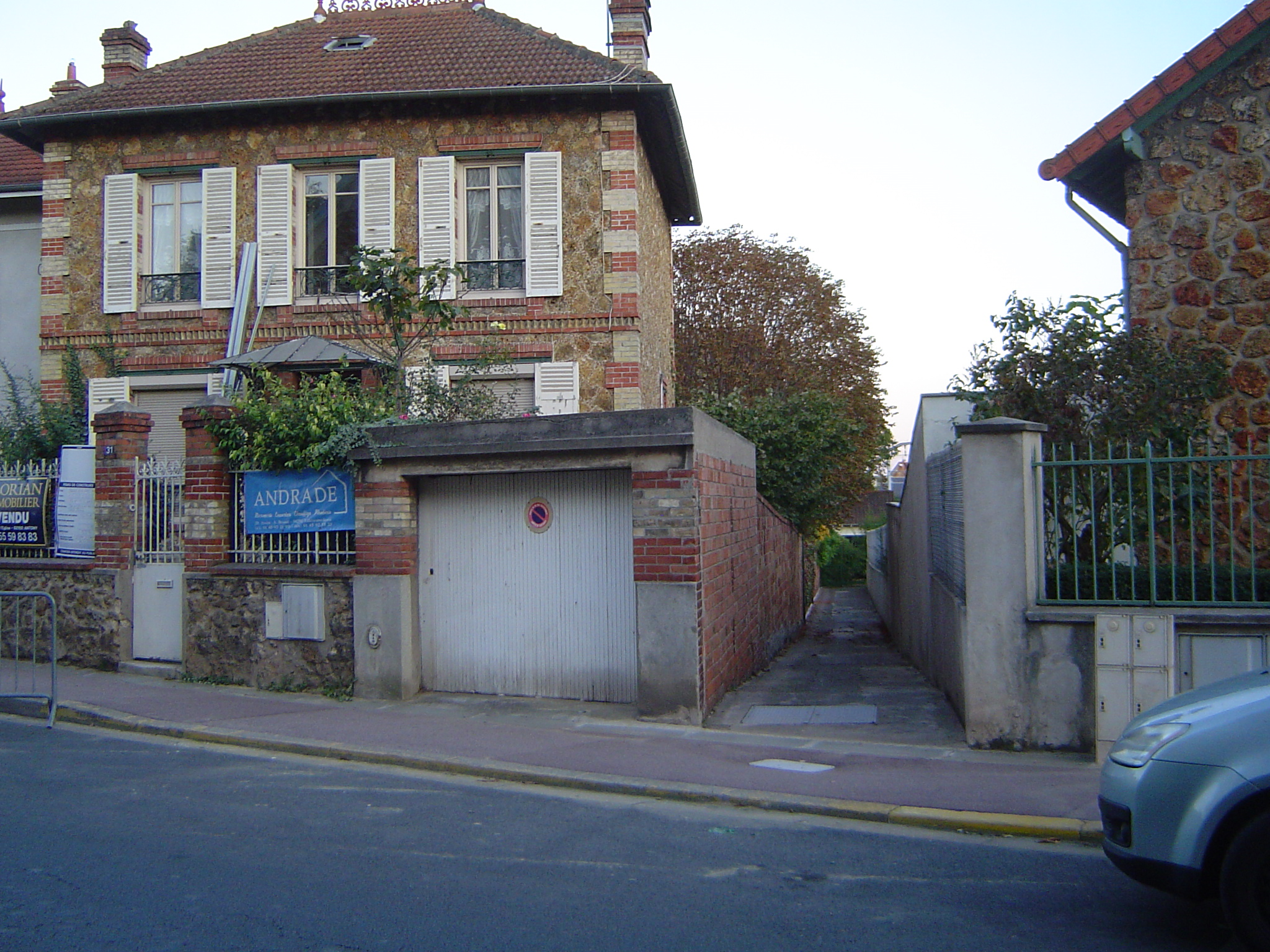
Maison située au no 31.
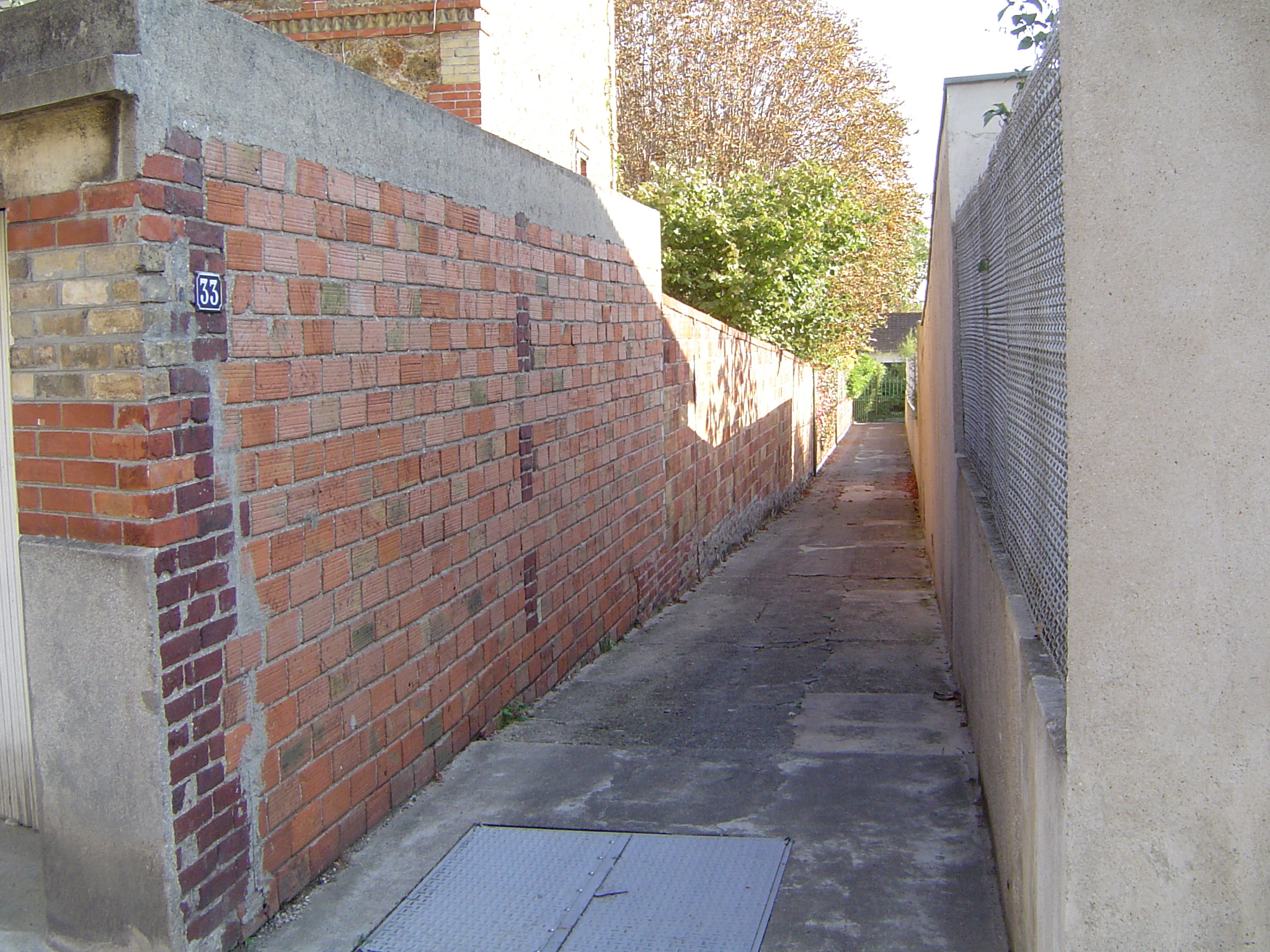
Passage du no 33.
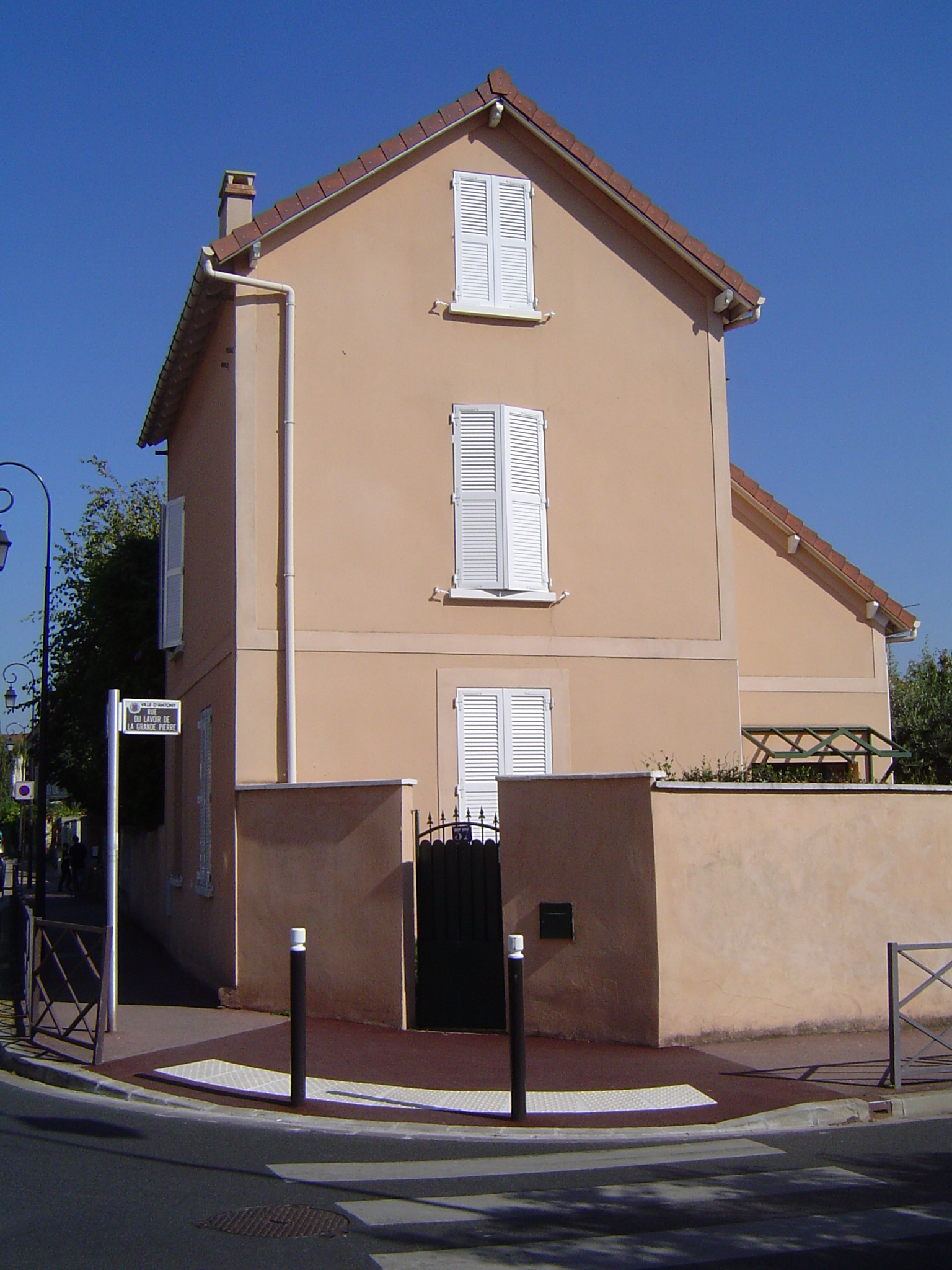
Maison située au no 37.

### Côté pair
.

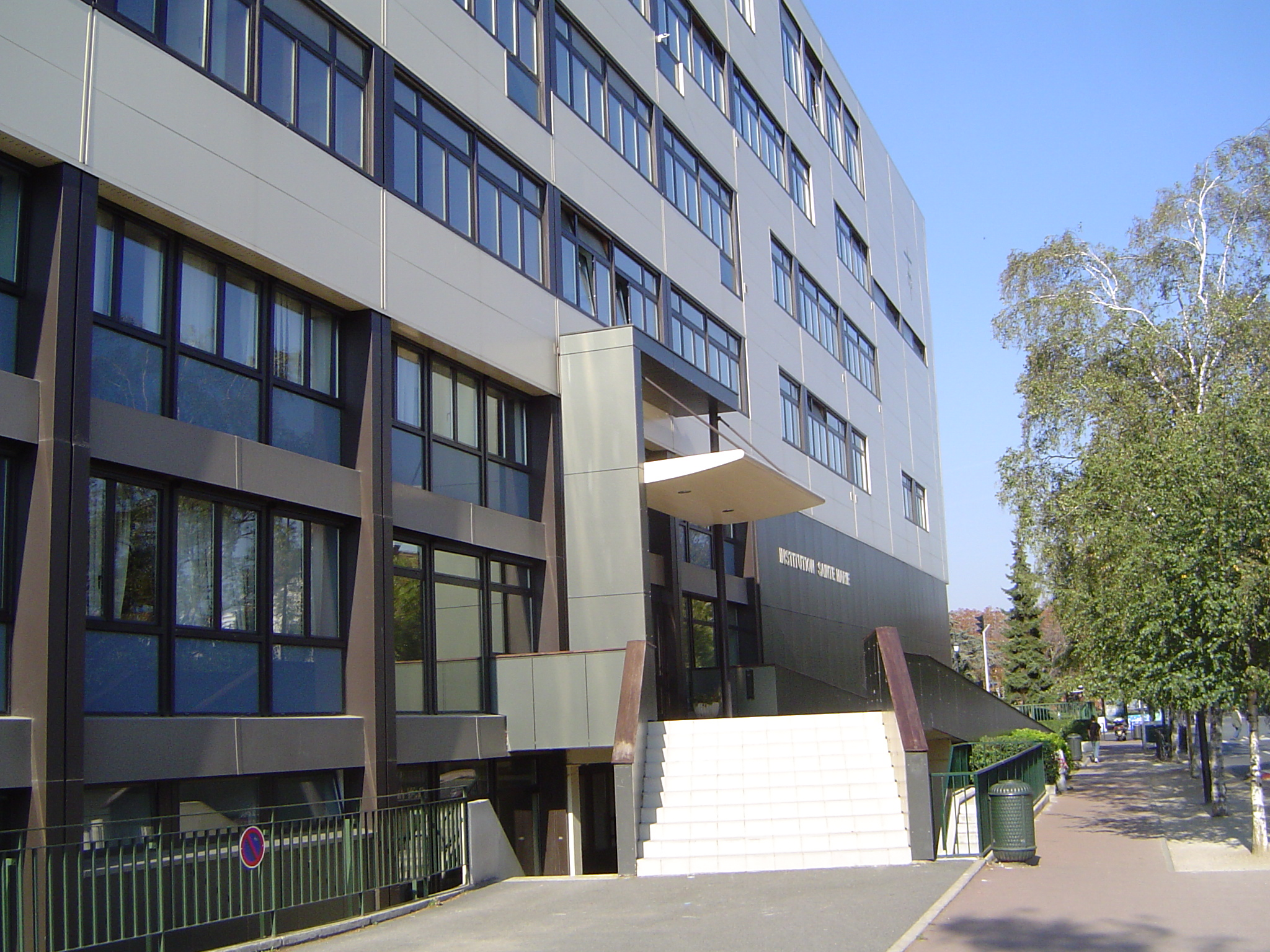
L'Institution Sainte-Marie d'Antony au no 2

Le côté pair de la rue de l'Abbaye a été loti depuis très longtemps ; à l'exception d'un ensemble d'habitation au no 4 (classé en zone UCa : habitat semi-dense), il est situé essentiellement en zone UAa (centre-ville ancien) du plan local d'urbanisme.
L'emplacement de l'actuel no 2 avait appartenu à la famille Chénier puis au magistrat et homme politique Jean-Charles Persil. De cette époque, il reste la maison Saint-Jean, bâtiment construit par Louis-Sauveur Chénier, fils cadet de Louis Chénier, et frère d'André Chénier.
Quant à l'emplacement des actuels nos 4 à 20, il était occupé par le bas de la ferme-recette de l'Abbaye de Saint-Germain-des-Prés.
Le côté pair de la rue de l'Abbaye a été quasiment entièrement reconstruit depuis 40 ans.
La première partie de la rue, jusqu'à la rue Jean-Charles-Persil, est entièrement occupée par les bâtiments construits en 1968 pour l'Institution Sainte-Marie d'Antony, l'un des plus grands établissements privés en France.
Suit un grand immeuble d'habitation de quatre étages, sis aux nos 4, 4 bis et 4 ter. Ensuite, on peut voir la seule maison ancienne qui subsiste de ce côté pair. Elle est construite en pierre meulière.
Un petit immeuble (nos 6 et 6 bis) fait ensuite l'angle avec la rue Bourgneuf, l'une des rues les plus anciennes d'Antony, totalement réhabilitée dans les années 1980. De l'autre côté, l'office public de l'habitat des Hauts-de-Seine a construit un petit immeuble à la fin des années 1990 (nos 14 et 16, il n'y a pas de nos 8 et 10). Au rez-de-chaussée de cet immeuble sont installés plusieurs services de l'établissement public de santé Erasme, situé à Antony. Depuis 1993, cet hôpital psychothérapique regroupe vingt et une structures associées franciliennes. Spécialisé dans la prise en charge des troubles psychiques à tout âge de la vie, il a pour vocation d'accueillir prioritairement les personnes résidant du centre et au sud du département des Hauts-de-Seine.
Les constructions du côté pair s'achèvent par une maison d'artiste au no 18 qui précède l'immeuble de grand standing, construit au début des années 2000 en remplacement de trois maisons anciennes.

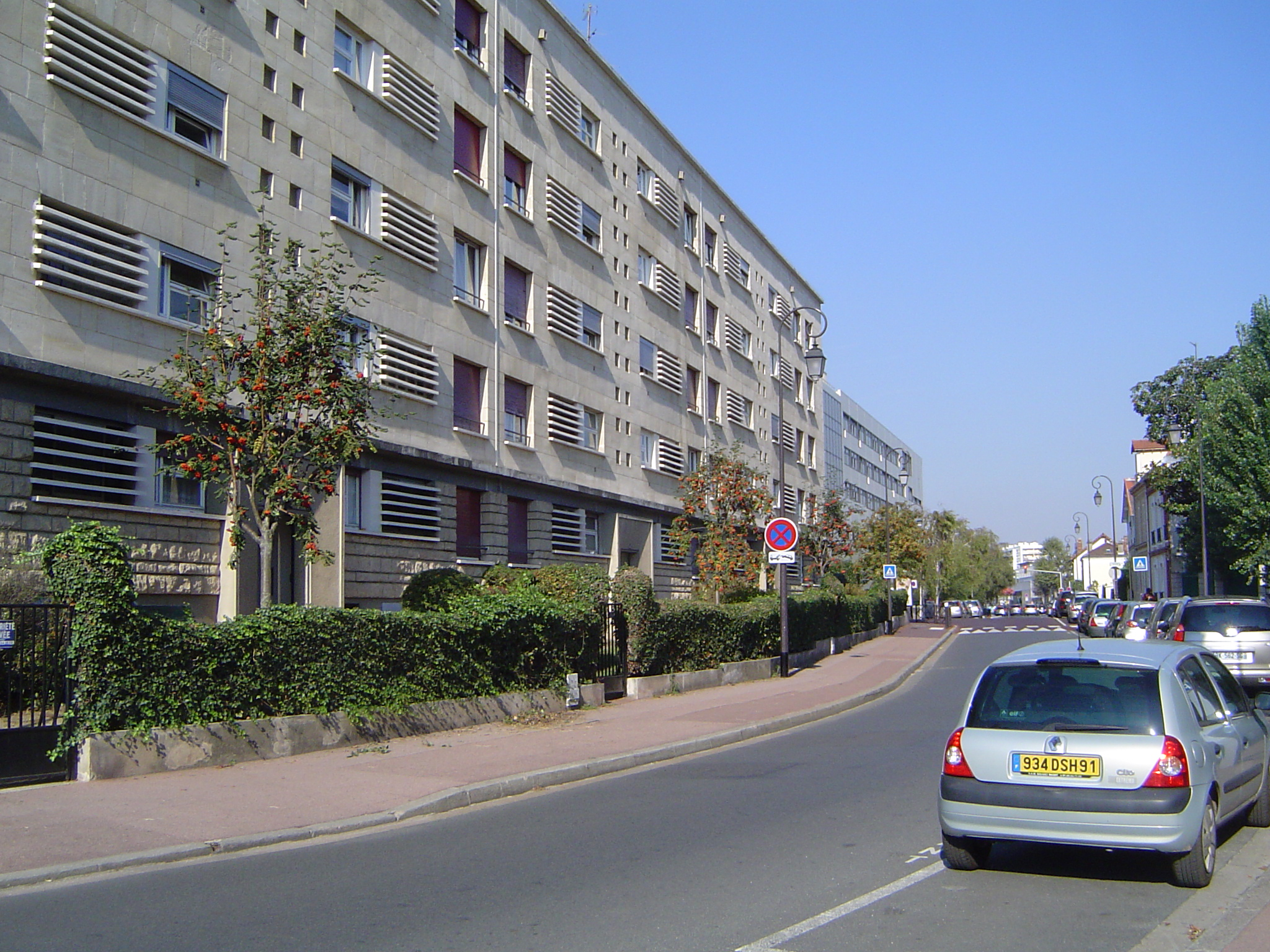
Immeuble situé aux no 4, 4 bis et 4 ter.
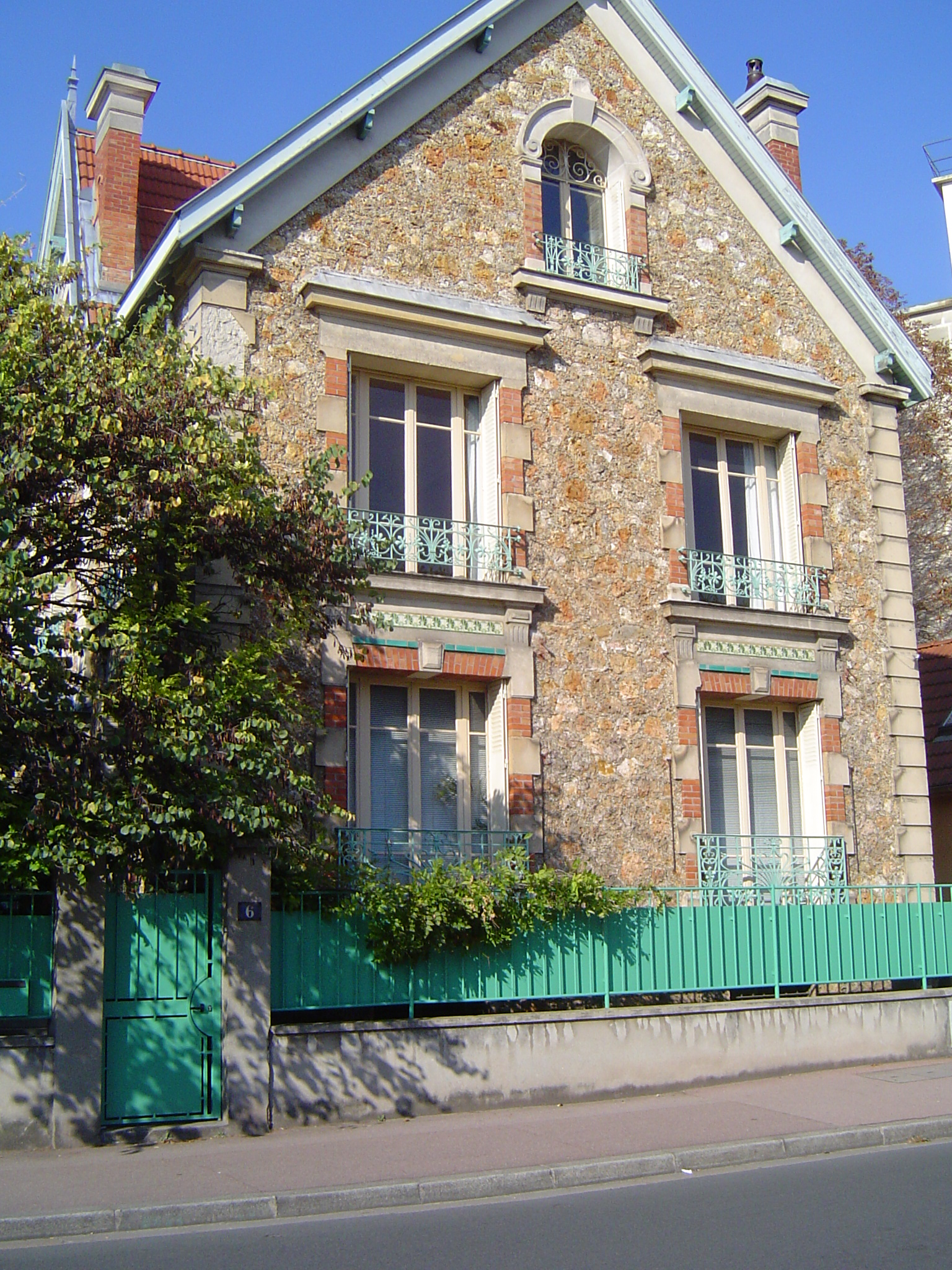
Maison située au no 6.
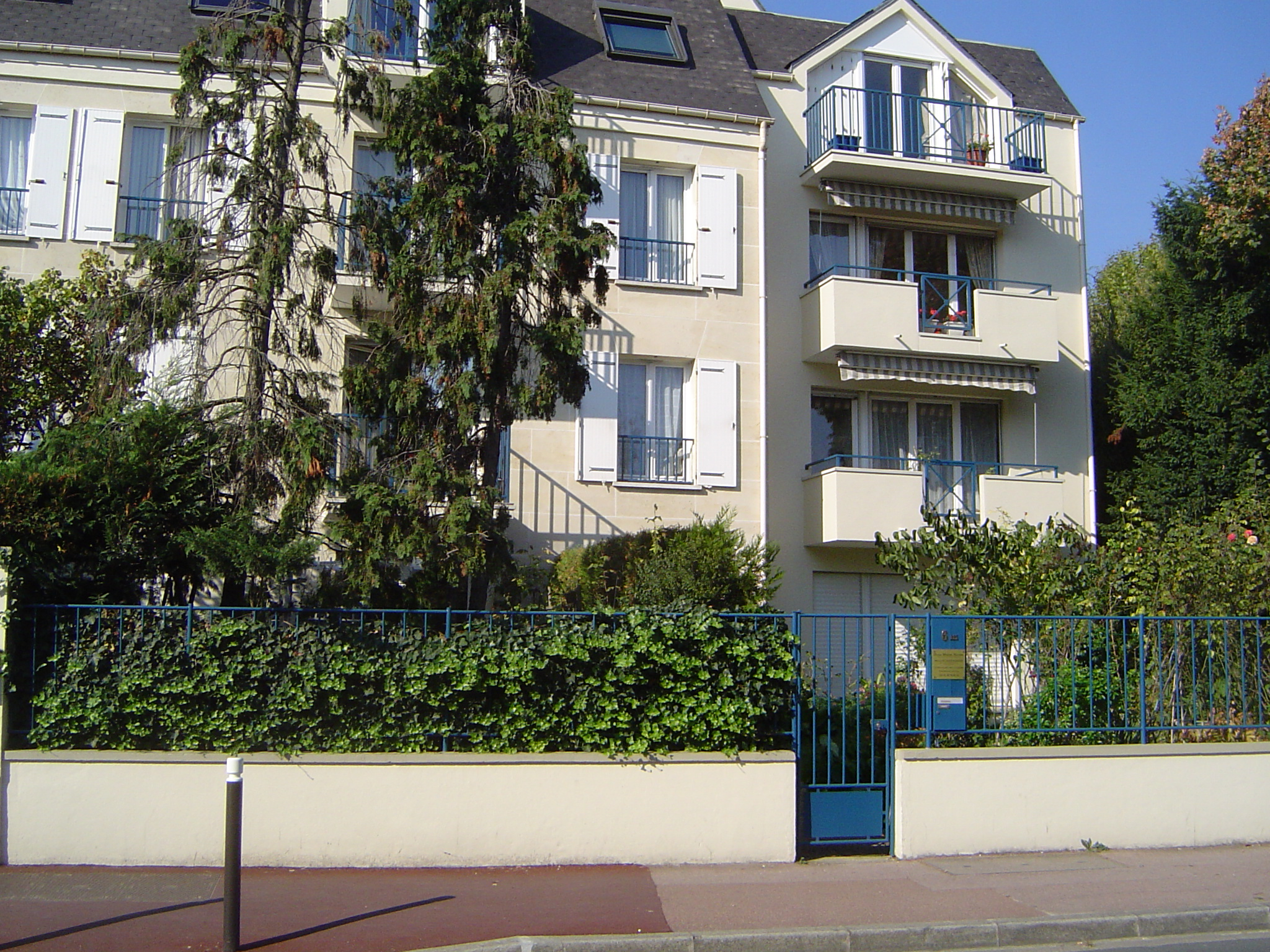
Immeuble situé aux  no 6 bis et 8.
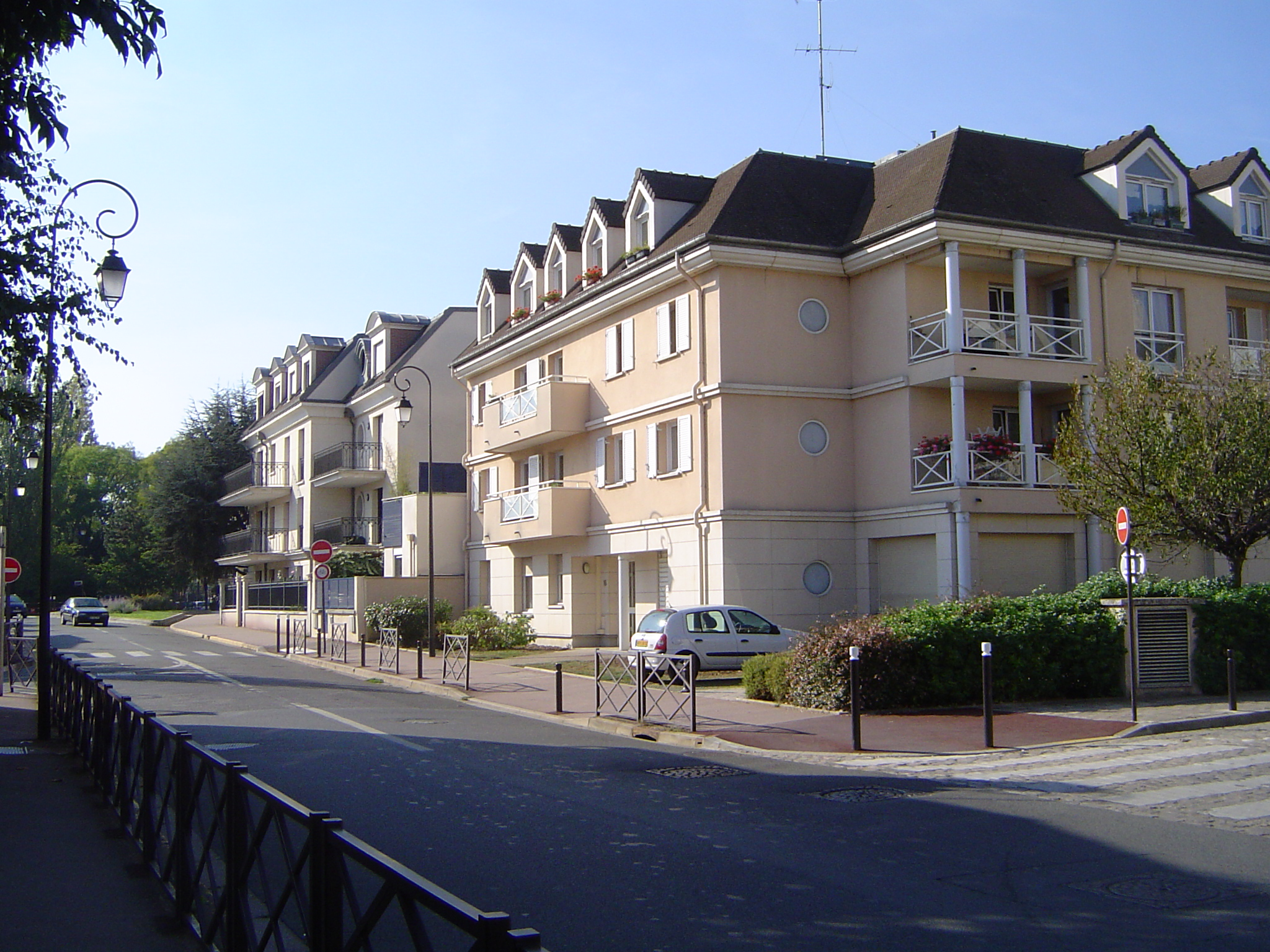
Immeubles des nos 14 à 20.
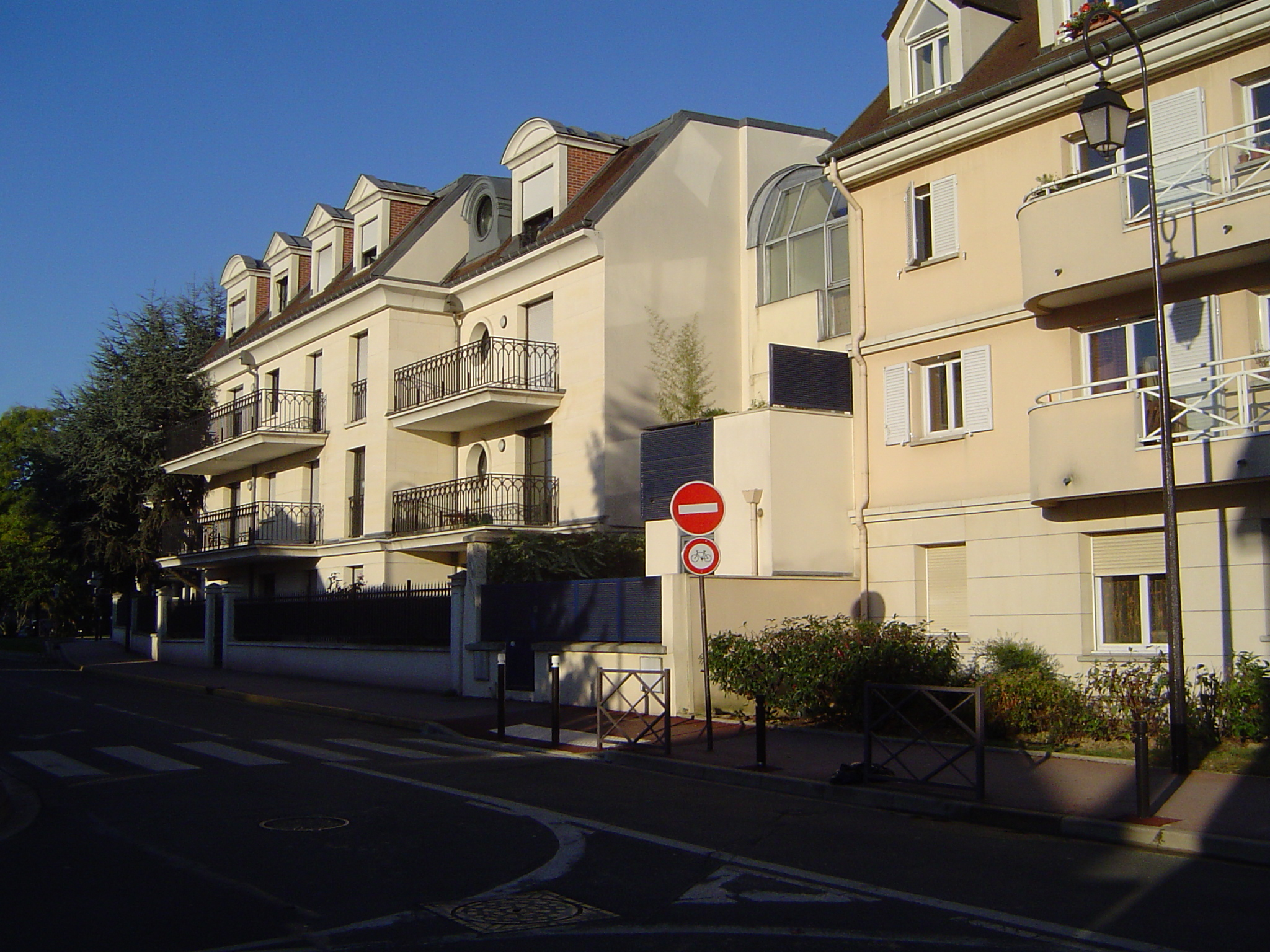
Immeubles des nos 14 à 20 (au lever du soleil).
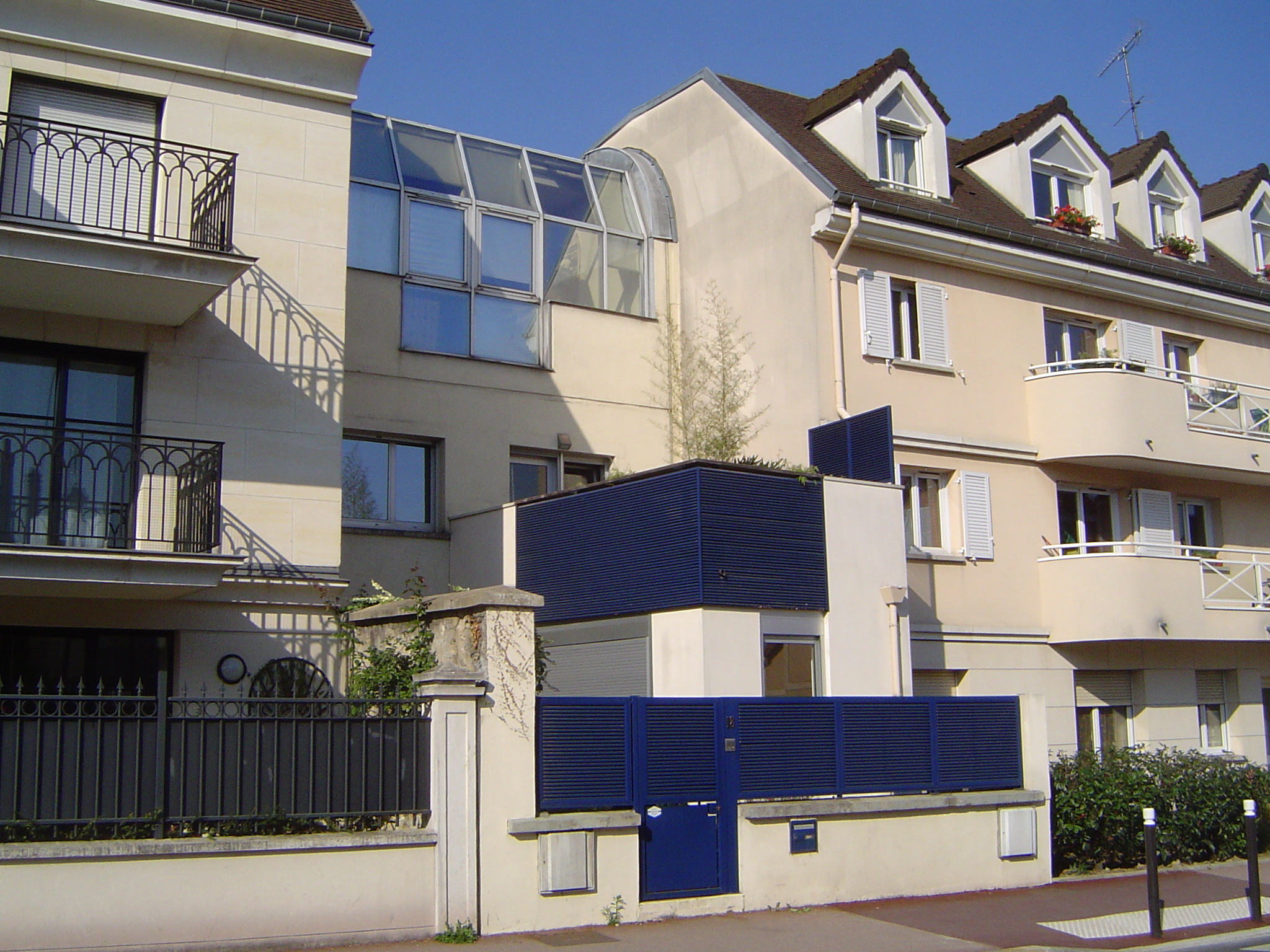
Rue de l'Abbaye, no 18.
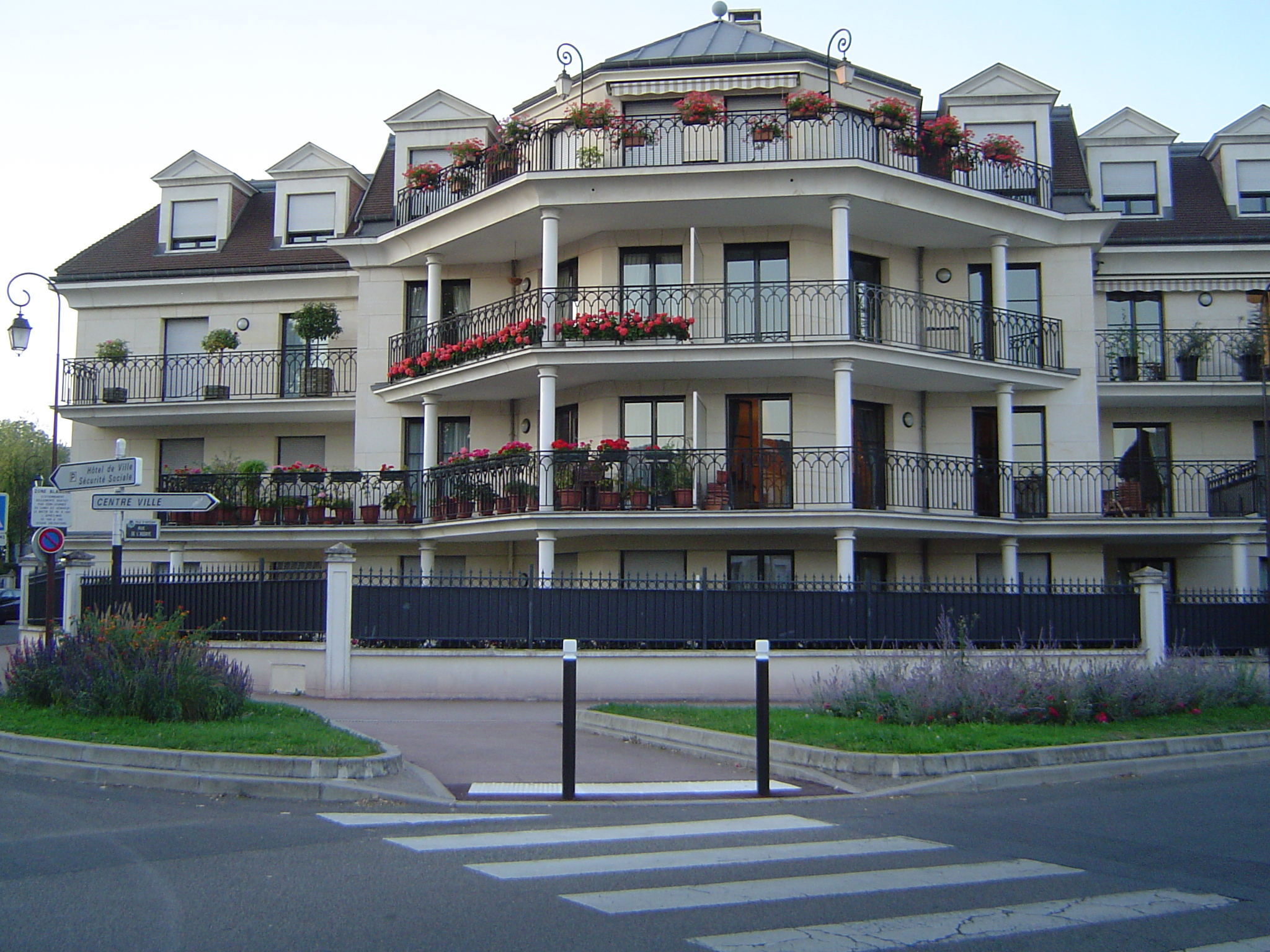
Rue de l'Abbaye - no 20 angle avec la rue de l'Église

## Lotissement cadastral

### Première partie (numéros 1 à 19)
La rue de l'Abbaye est, dans sa première partie (nos 1 à 19), parallèle à la voie du RER B : les habitations du côté impair se trouvent donc placées entre la chaussée et la voie ferrée de la ligne B du RER.
| numéro dans la rue | numéro du lot au cadastre | largeur du lot côté rue | surface du lot |
| ------------------ | ------------------------- | ----------------------- | -------------- |
| 1                  | AK 112                    | 52,0 m                  | 762 m2         |
| 3                  | AK 2                      | 10,3 m                  | 182 m2         |
| 5                  | AK 132                    | 16,0 m                  | 354 m2         |
| 5 bis              | AK 133                    | 11,0 m                  | 273 m2         |
| 5 ter              | AK 134                    | 10,0 m                  | 273 m2         |
| 7                  | AK 4                      | 13,8 m                  | 407 m2         |
| 9                  | AK 5                      | 14,9 m                  | 496 m2         |
| 11                 | AK 6                      | 10,2 m                  | 380 m2         |
| 13                 | AK 7                      | 12,0 m                  | 446 m2         |
| 15                 | AK 8                      | 7,0 m                   | 303 m2         |
| 15 bis             | AK 9                      | 9,0 m                   | 383 m2         |
| 17                 | AL 1                      | 24,2 m                  | 1 135 m2       |
| 19                 | AL 2                      | 10,0 m                  | 510 m2         |

La rue de l'Abbaye tournant vers l'ouest, elle se sépare de plus en plus de la voie ferrée et c'est pourquoi ce dernier lot atteint une longueur de 50 mètres pour une largeur de seulement 10 mètres.

### Deuxième partie: les maisons sur deux rangées, via des passages
De façon à gérer cette situation, le terrain a été loti en largeur et des passages ont été créés pour accéder aux maisons de deuxième rang. Cette situation concerne les constructions jusqu'à la rue du Lavoir de la grande pierre.
| numéro dans la rue | numéro du lot au cadastre                                                                  | largeur du lot côté rue | surface du lot |
| ------------------ | ------------------------------------------------------------------------------------------ | ----------------------- | -------------- |
| 21                 | AL 3                                                                                       | 7,9 m                   | 248 m2         |
| 21 bis             | AL 4                                                                                       | 8,4 m                   | 260 m2         |
| 23                 | AL 5 derrière AL 3 et AL 4, incluant le passage entre 21 et 23                             | -                       | 491 m2         |
| 23 (suite)         | AL 205 derrière AL 207 + AL 206 : passage entre 25 et 27 + AL 208 : passage entre 23 et 25 | -                       | 619 m2         |
| 25                 | AL 207                                                                                     | 12 m                    | 464 m2         |
| 27                 | AL 9                                                                                       | 12 m                    | 486 m2         |
| 29                 | AL 8 derrière AL 9, n'incluant pas le passage entre 27 et 31                               | -                       | 478 m2         |
| 31                 | AL 11                                                                                      | 12..3 m                 | 538 m2         |
| 33                 | AL 13 derrière AL 14 incluant le passage entre 31 et 33 bis                                | -                       | 896 m2         |
| 33 bis             | AL 14                                                                                      | 18 m                    | 1 386 m2       |
| 35                 | AL 192                                                                                     | 21,7 m                  | 324 m2         |
| 37                 | AL 193-195                                                                                 | 13,8 m                  | 327 m2         |

### Troisième partie: de la rue du Lavoir de la grande pierre au square de Collegno
| numéro dans la rue | numéro du lot au cadastre | largeur du lot côté rue | surface du lot |
| ------------------ | ------------------------- | ----------------------- | -------------- |
| 39                 | AL 2                      | 10,0 m                  | 510 m2         |
| 41                 | AL 44                     | 11,1 m                  | 319 m2         |
| 43                 | AL 45                     | 11,0 m                  | 212 m2         |
| 45                 | AL 46                     | 11,1 m                  | 208 m2         |
| 47                 | AL 47                     | 11,4 m                  | 240 m2         |
| 49                 | AL 77                     | 11,1 m                  | 303 m2         |
| 51                 | AL 78                     | 11,6 m                  | 193 m2         |
| 53                 | AL 79                     | 12,6 m                  | 304 m2         |
| 55                 | AL 80                     | 13,2 m                  | 276 m2         |
| 57                 | AL 81                     | 12,5 m                  | 253 m2         |

## Pour approfondir

### Iconographie

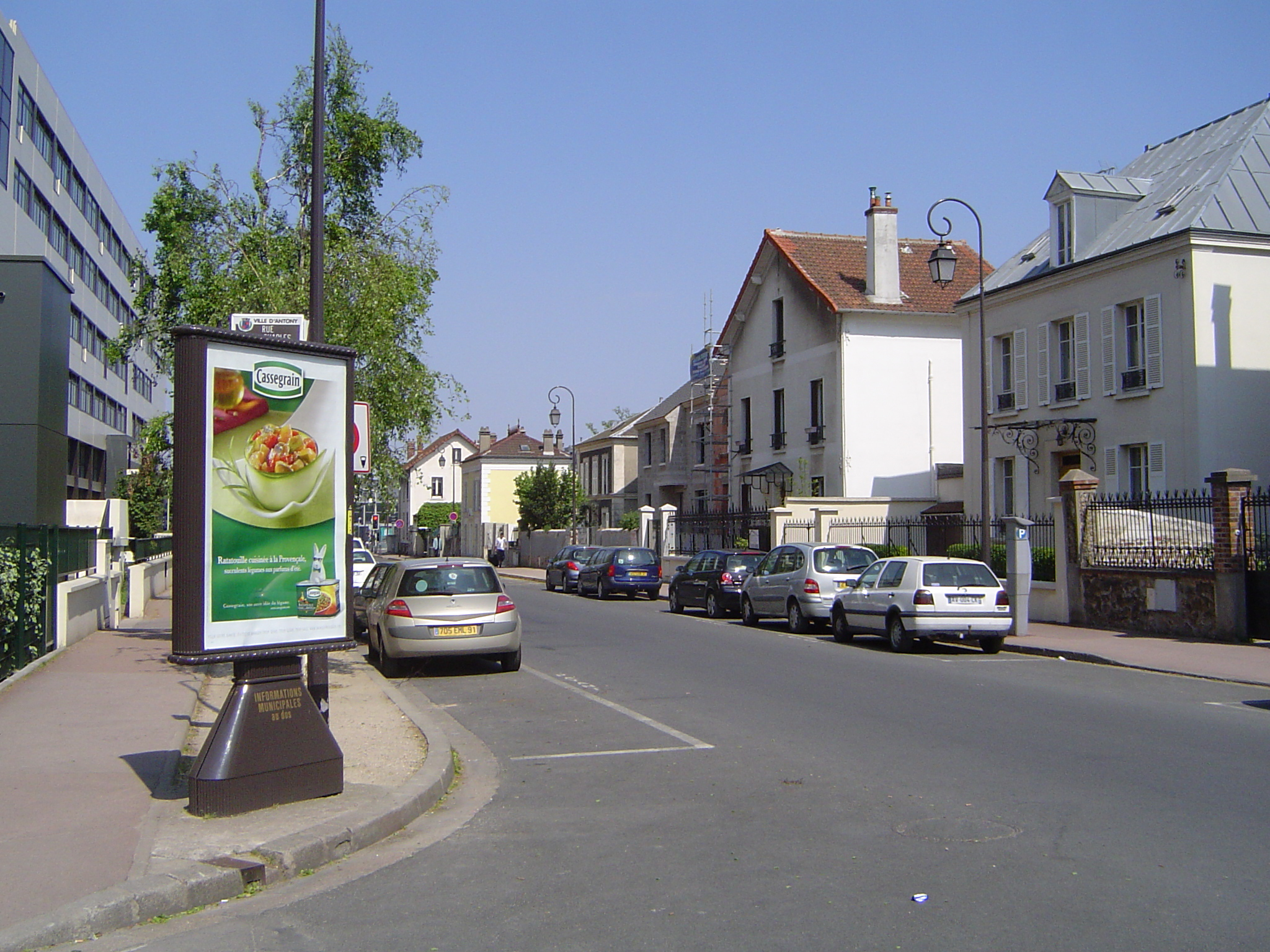
Rue de l'Abbaye - vue depuis la rue Jean Charles Persil
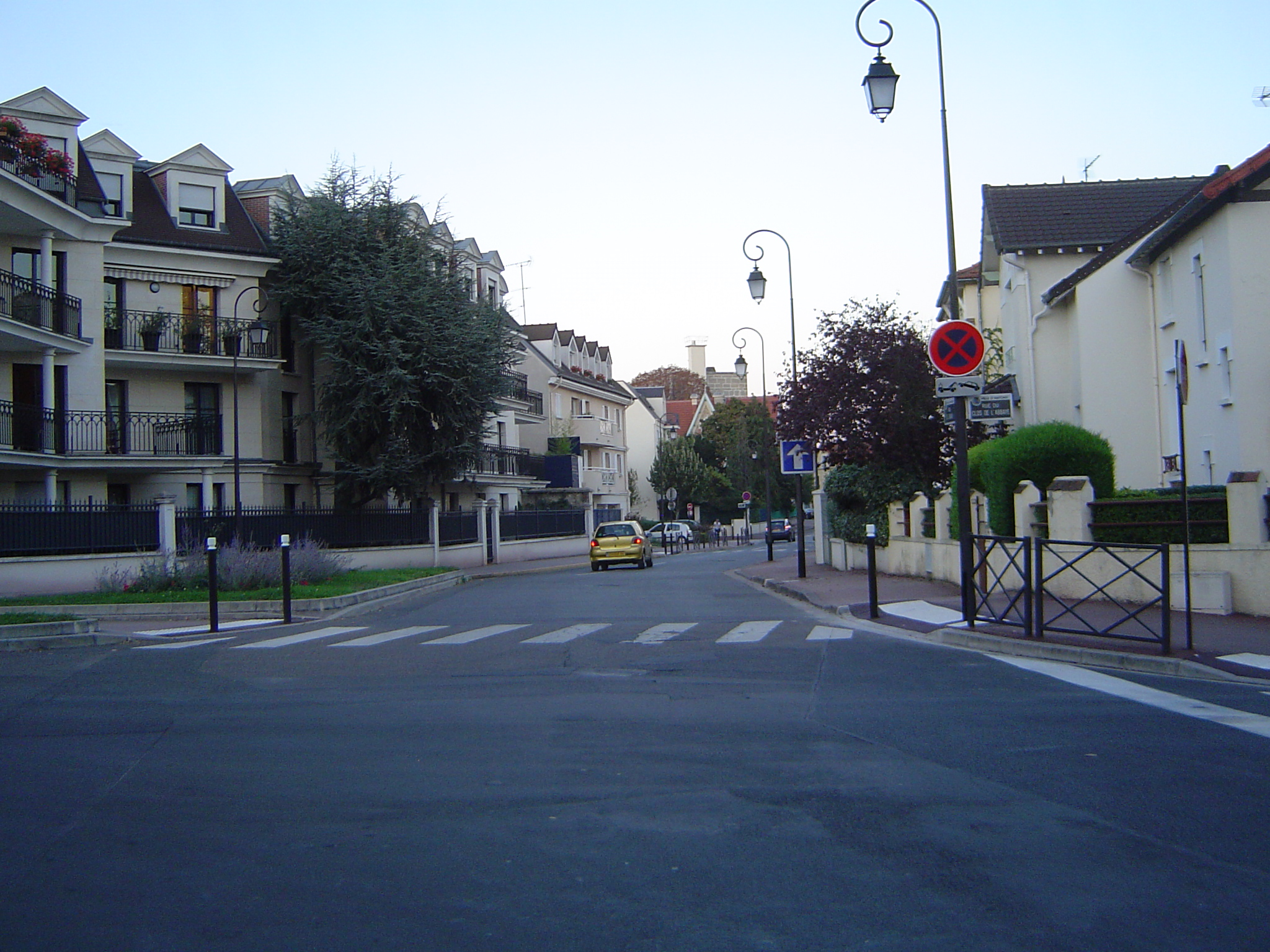
Rue de l'Abbaye - du square de Collegno vers le centre ville
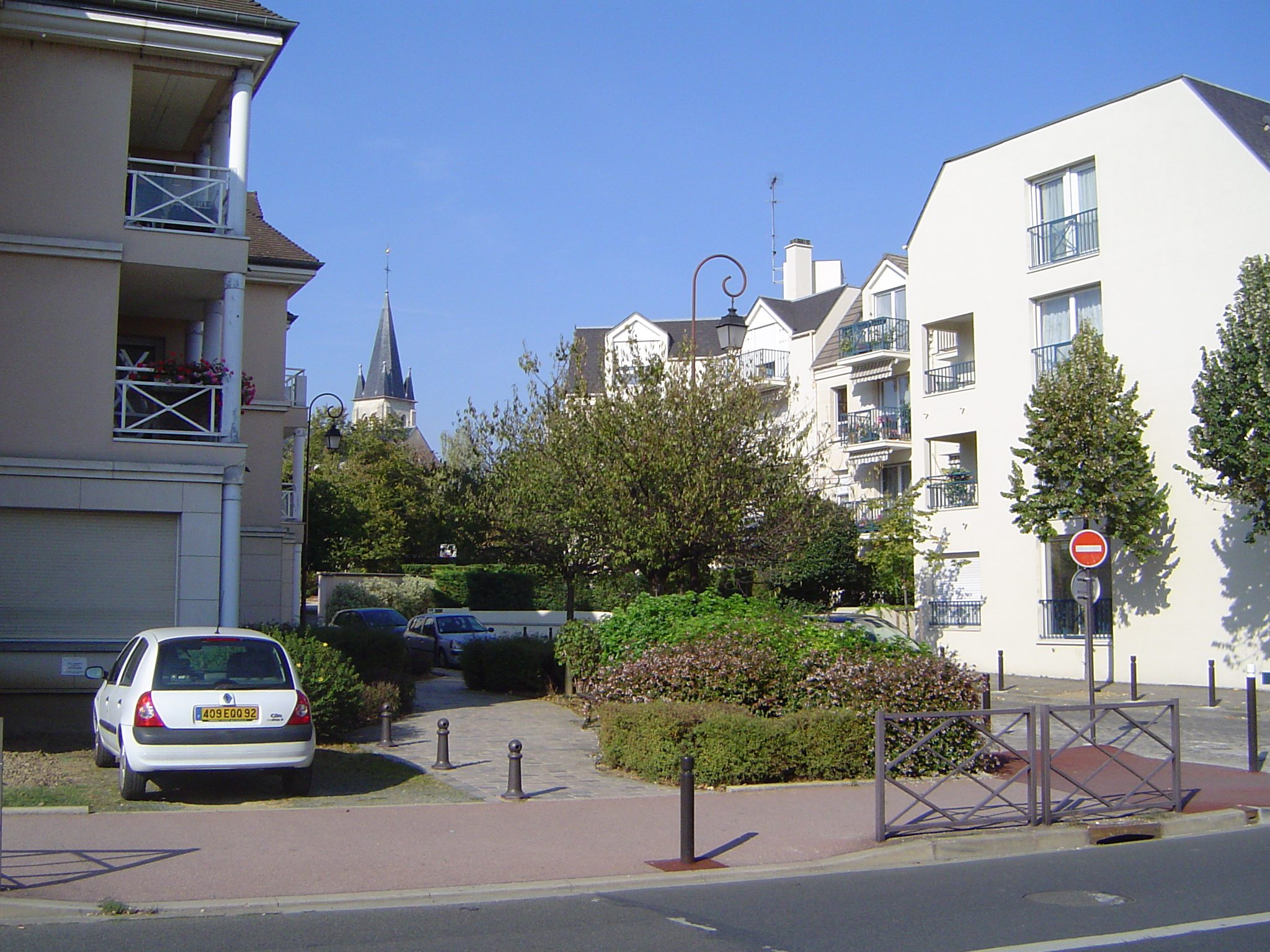
Rue de l'Abbaye - angle de la rue Bourgneuf
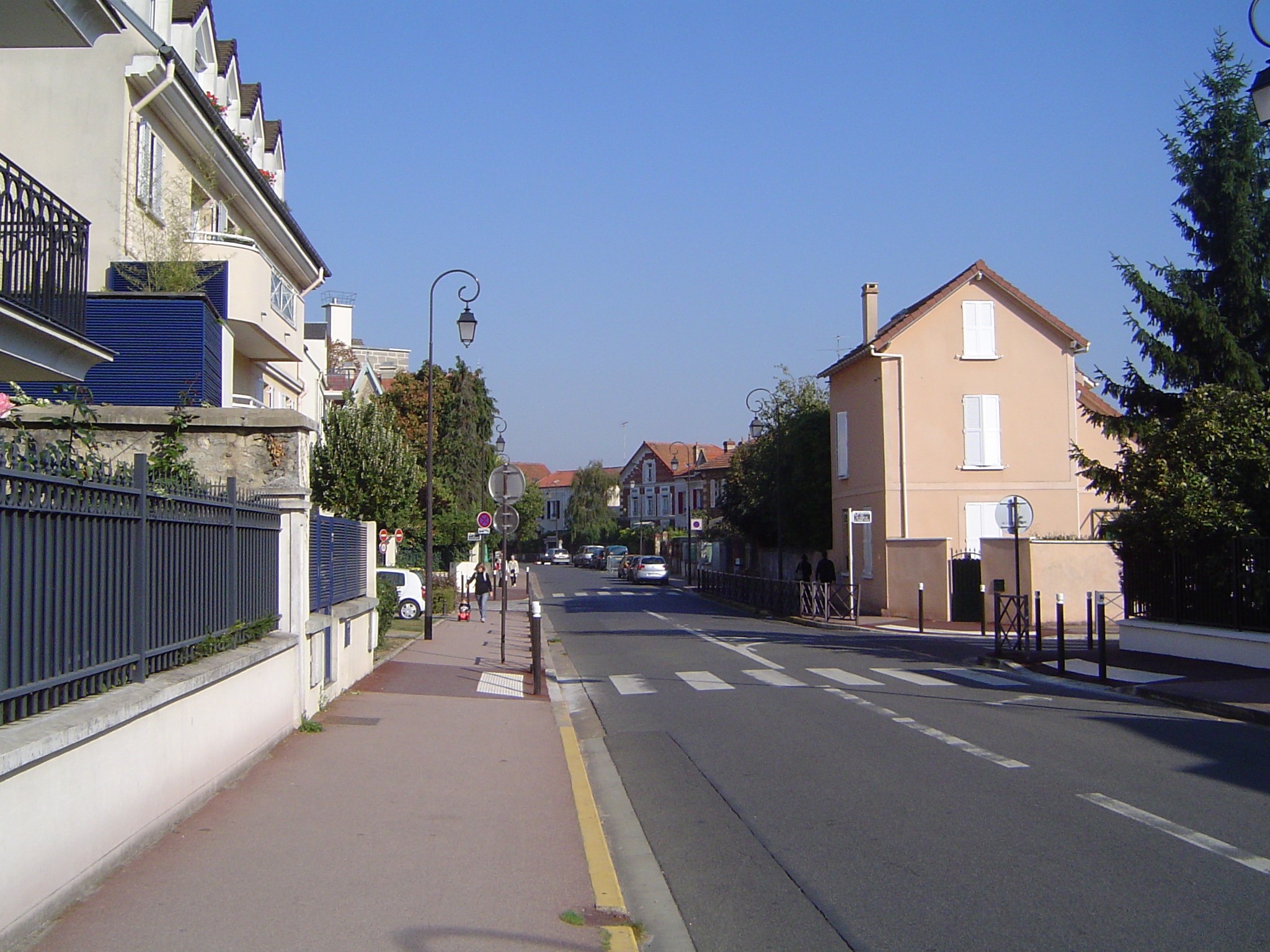
Rue de l'Abbaye - Vue depuis le square de Collegno
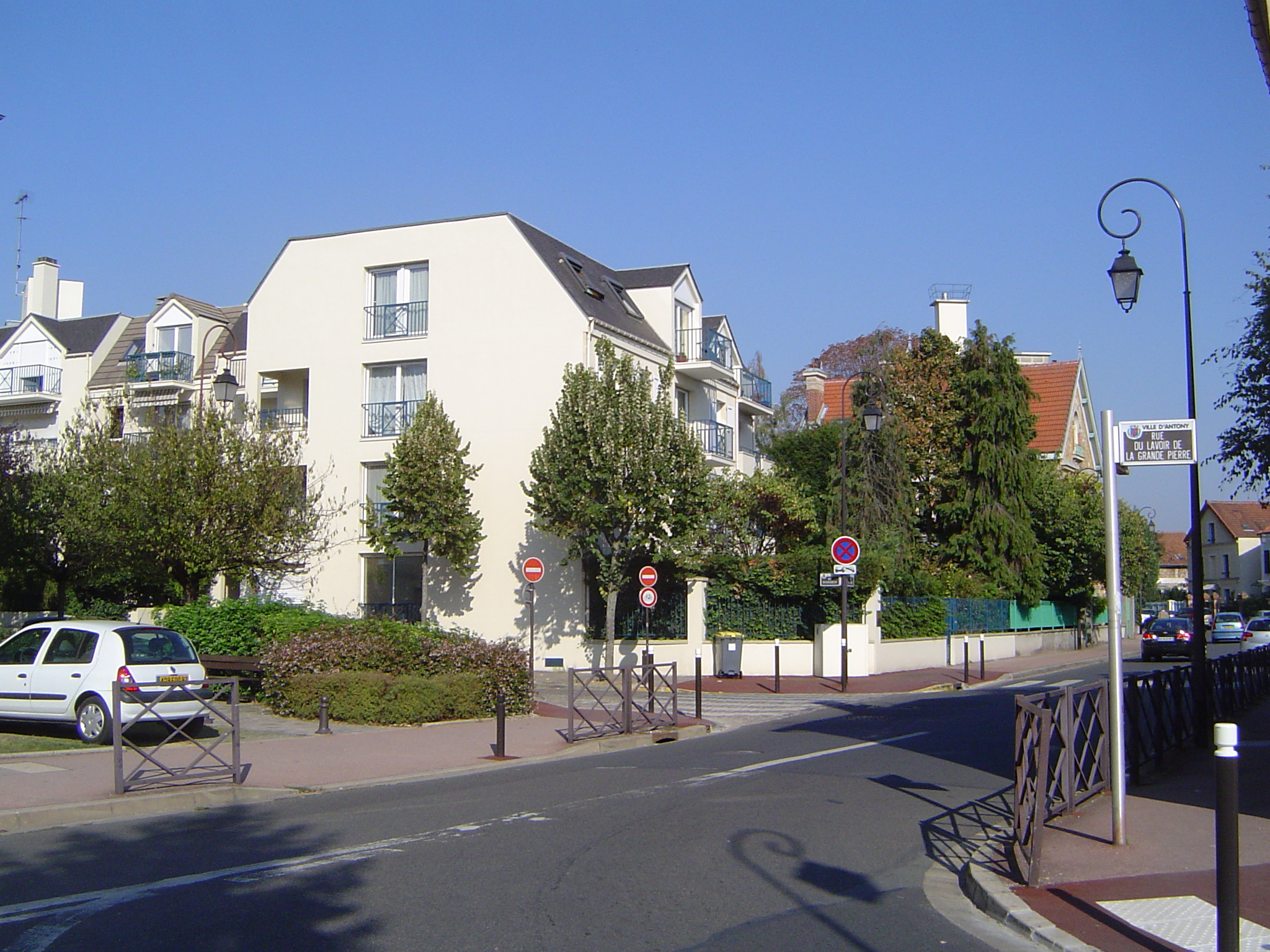
Rue de l'Abbaye - Vue de la rue du Lavoir de la grande pierre